# Geología de la península ibérica

Esquema con las principales unidades geológicas de la península ibérica.

Mapa geológico de la península ibérica.

La geología de la península ibérica responde a una larga historia geológica, desde los tiempos proterozoicos hasta la actualidad, reflejando fusiones y roturas de continentes, apertura de océanos e importantes episodios orogénicos. Las huellas y cicatrices de esta historia configuran la corteza continental, la estructura y naturaleza de las rocas ígneas, metamórficas y sedimentarias que componen la península así como los actuales relieves.

## Principales unidades geológicas

### Macizo Ibérico

Estructuras geológicas europeas de la orogenia varisca en el Pérmico. Destaca la fuerte curvatura del Arco Ibero-Armoricano, así como las posiciones de la futura península ibérica y de las futuras islas de Córcega y Cerdeña respecto al resto de lo que hoy es Europa.

El Macizo Ibérico se corresponde con las rocas precámbricas y paleozoicas que afloran en la mitad occidental de la península, limitado al sur por el valle del Guadalquivir. La orogenia varisca o hercínica (Devónico medio y Carbonífero) está completamente reflejada en el Macizo Ibérico, donde se encuentran los afloramientos más completos de toda Europa para su estudio. Fue el gran orógeno producido por el choque de los grandes continentes de Laurussia y Gondwana, incluyendo las masas continentales más pequeñas de Armórica y Avalonia, y supuso una parte significativa en la integración del supercontinente Pangea. Este proceso orogénico afectó con deformaciones, metamorfismo y formación de grandes volúmenes de masas graníticas por fusión de las rocas preexistentes e intrusión de plutones, a las rocas proterozoicas y, sobre todo, a las potentes series paleozoicas previas al Devónico.
El orógeno varisco presenta en esta región una fuerte curvatura centrada en Asturias, formando el denominado Arco Ibero-Armoricano, también conocido como Arco Astúrico o Rodilla Asturiana, que se continúa en el Macizo Armoricano francés, hoy separado de la rama ibérica por la apertura mesozoico-cenozoica del golfo de Vizcaya, que escindió la placa ibérica de la europea y la desplazó hacia el sureste con un giro opuesto a las agujas del reloj.
El Macizo Ibérico fue dividido por Lotze en 1945 en seis grandes zonas, según las características estratigráficas, estructurales, metamórficas y magmáticas, división que, con algunas variaciones significativas, se sigue usando en la actualidad; de norte a sur se diferencian:
- Zona Cantábrica
- Zona Asturoccidental-Leonesa
- Zona Centroibérica
- Zona de Galicia Trás-os-Montes
- Zona de Ossa-Morena
- Zona Sudportuguesa

Esta zonación responde a su posición en el antiguo orógeno: así las zonas Cantábrica y Sudportuguesa son las más externas, con sedimentos formados durante la orogénesis (sinorogénicos) y pliegues y cabalgamientos vergentes (inclinados) hacia el exterior de la cadena, mientras que el resto de zonas corresponden a las regiones internas, con importante deformación, metamorfismo y magmatismo.

#### Zona Cantábrica

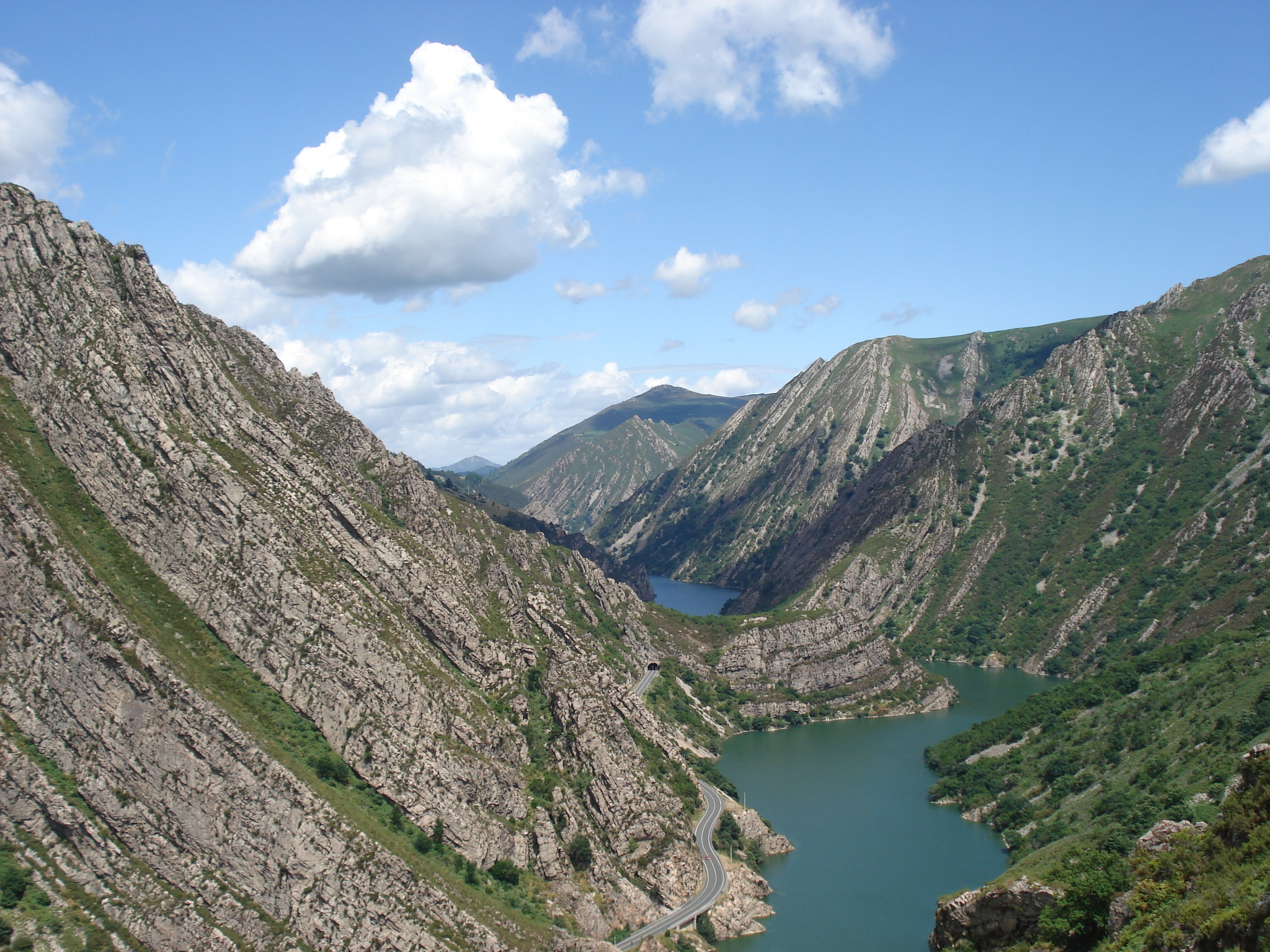
Ejemplo de plegamiento en la Zona Cantábrica (Unidad de Somiedo-Correcilla): sinclinal de Villazón-Reigada (embalse de La Barca, Asturias), sobre cuarcitas del Ordovícico.

Es una zona externa del orógeno varisco y se encuentra en el núcleo del Arco Ibero-Armoricano. Las estructuras variscas principales son mantos de cabalgamiento y pliegues asociados, característicos de una tectónica de piel fina. Su límite oeste, con la Zona Asturoccidental-Leonesa, está definido por el Cabalgamiento de La Espina, dentro del Antiforme del Narcea, con rocas precámbricas. Los otros límites de la unidad están condicionados por estructuras alpinas, como la costa del mar Cantábrico, la cobertera mesozoico-cenozoica o la cuenca cenozoica del Duero. La Zona Cantábrica está dividida en unidades: Región de Pliegues y Mantos, Unidad de la Cuenca Carbonífera Central, Unidad del Ponga, Unidad de Picos de Europa y Unidad del Pisuerga-Carrión. La Región de Pliegues y Mantos se divide, a su vez, en otras menores: Unidad de Somiedo-Correcilla, Unidad de Esla-Valsurbio, Unidad de la Sobia-Bodón y Unidad del Aramo.
Las rocas que afloran en esta unidad corresponden a sedimentos anteriores y simultáneos a la orogenia varisca. Entre los preorogénicos se encuentran pizarras y cuarcitas neoproterozoicas en el Antiforme del Narcea. Discordantes sobre estas y en facies marinas, están representados todos los periodos geológicos paleozoicos del Cámbrico al Carbonífero, sobre todo al oeste de la zona, con pizarras, cuarcitas y algunas facies carbonáticas. Los depósitos sinorogénicos, del Carbonífero, son principalmente sedimentos clásticos de relleno de las cuencas intramontanas frontales de los cabalgamientos mayores, sedimentos siliciclásticos litorales y marinos con importantes capas de carbón (como en la Unidad de la Cuenca Carbonífera Central) y, finalmente, rocas carbonáticas marinas (como en la Unidad de Picos de Europa). En algunas localidades y discordantes sobre los anteriores hay sedimentos carboníferos de las últimas fases de la orogenia.
En esta zona también se manifiesta algún fenómeno magmático de finales de la orogenia varisca, en forma de pequeños plutones y diques asociados a estructuras distensivas.

#### Zona Asturoccidental-Leonesa
Se extiende en una franja curvada, de cerca de 100 km de anchura, que sigue el Arco Ibero-Armoricano. Sus límites, salvo al suroeste, son netos: al este por el Cabalgamiento de La Espina, al oeste por la falla de Vivero, al norte se pierde en el mar Cantábrico y al sur bajo los sedimentos de la cuenca cenozoica del Duero. Se ha identificado también esta zona en los núcleos aflorantes del basamento de la sierra de la Demanda y la cordillera Ibérica.
Esta zona se distingue por un gran espesor de sedimentos cámbricos y ordovícicos (más de 11 000 metros) y por su naturaleza principalmente siliciclástica (pizarras y areniscas con algunos niveles volcánicos y vulcanoclásticos y de calizas) y más homogénea que los de la Zona Cantábrica. Están representados materiales desde el Cámbrico hasta principios del Devónico, producidos en un ambiente marino somero de margen pasivo, en régimen extensional, algo más profundo hacia el oeste. Basándose en las diferencias estratigráficas se han definido dos dominios para esta zona: el Dominio del Navia y Alto Sil y el Dominio del Manto de Mondoñedo.
Estructuralmente se caracteriza por pliegues vergentes al este, más tumbados y apretados hacia el oeste, cortados por cabalgamientos vergentes en el mismo sentido y un posterior plegamiento con ejes verticales. Presenta metamorfismo bajo a medio, más intenso hacia el oeste, hacia las zonas internas del orógeno y una fuerte deformación y foliación tectónica visible en casi todas las rocas.
En la zona hay diversos plutones graníticos emplazados en diversas fases de la Orogenia varisca y a diferentes profundidades corticales, casi todos restringidos a dos zonas de la parte occidental, los domos de Lugo y Boal-Los Ancares. Los más tardíos son bastante superficiales, presentan una sección de circular a elíptica y se han relacionado con fallas extensionales.

#### Zona Centroibérica

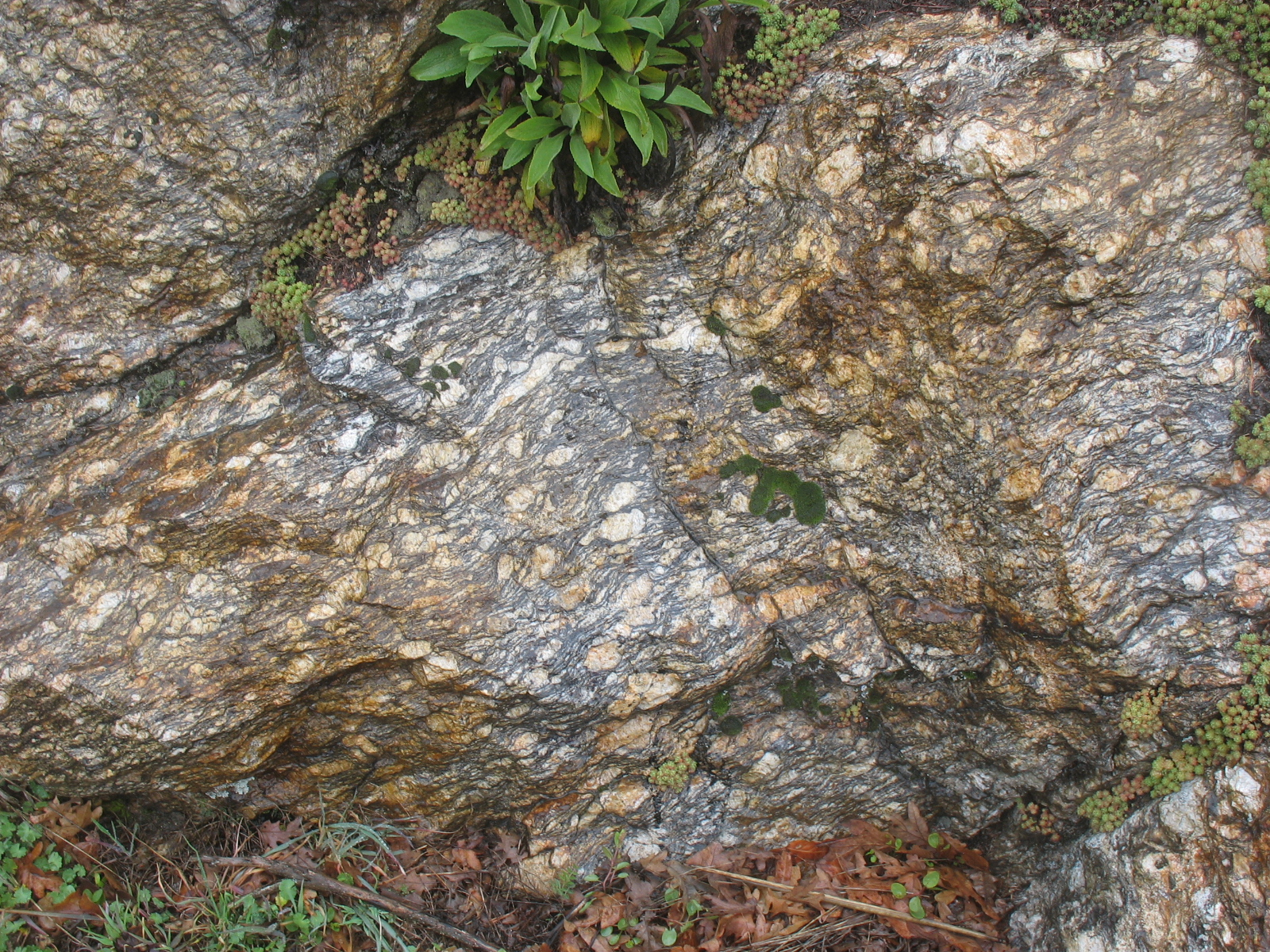
Gneis glandular en el Sistema Central.

Es la más ancha y extensa del Macizo Ibérico, corresponde a las zonas centrales del orógeno varisco, y presenta una importante cantidad de batolitos graníticos. Está limitada al norte por la falla de Vivero y al sur por la Unidad Central de la Banda de cizalla de Badajoz-Córdoba. En el norte de esta zona se encuentran cabalgando sobre ella las unidades que componen la Zona de Galicia Trás-os-Montes.
Estratigráficamente destaca por el carácter transgresivo de las cuarcitas del Ordovícico Inferior, por el predominio de los materiales preordovícicos y por presentar materiales ordovícicos y silúricos muy uniformes en casi toda la zona. Basándose en la estratigrafía de las rocas preordovícicas se han diferenciado dos dominios: el Dominio del Ollo de sapo, en el norte, y el Dominio del Complejo Esquisto-grauváquico, que corresponde a la mayor parte de la zona.
El magmatismo de la orogenia varisca está muy desarrollado en la zona, con granitos autóctonos por fusión in situ de los materiales preorogénicos (anatexia) y con plutones graníticos tardiorogénicos. No presentan las características petrológicas de los granitos formados en zonas de subducción.

#### Zona de Galicia-Trás-os-Montes

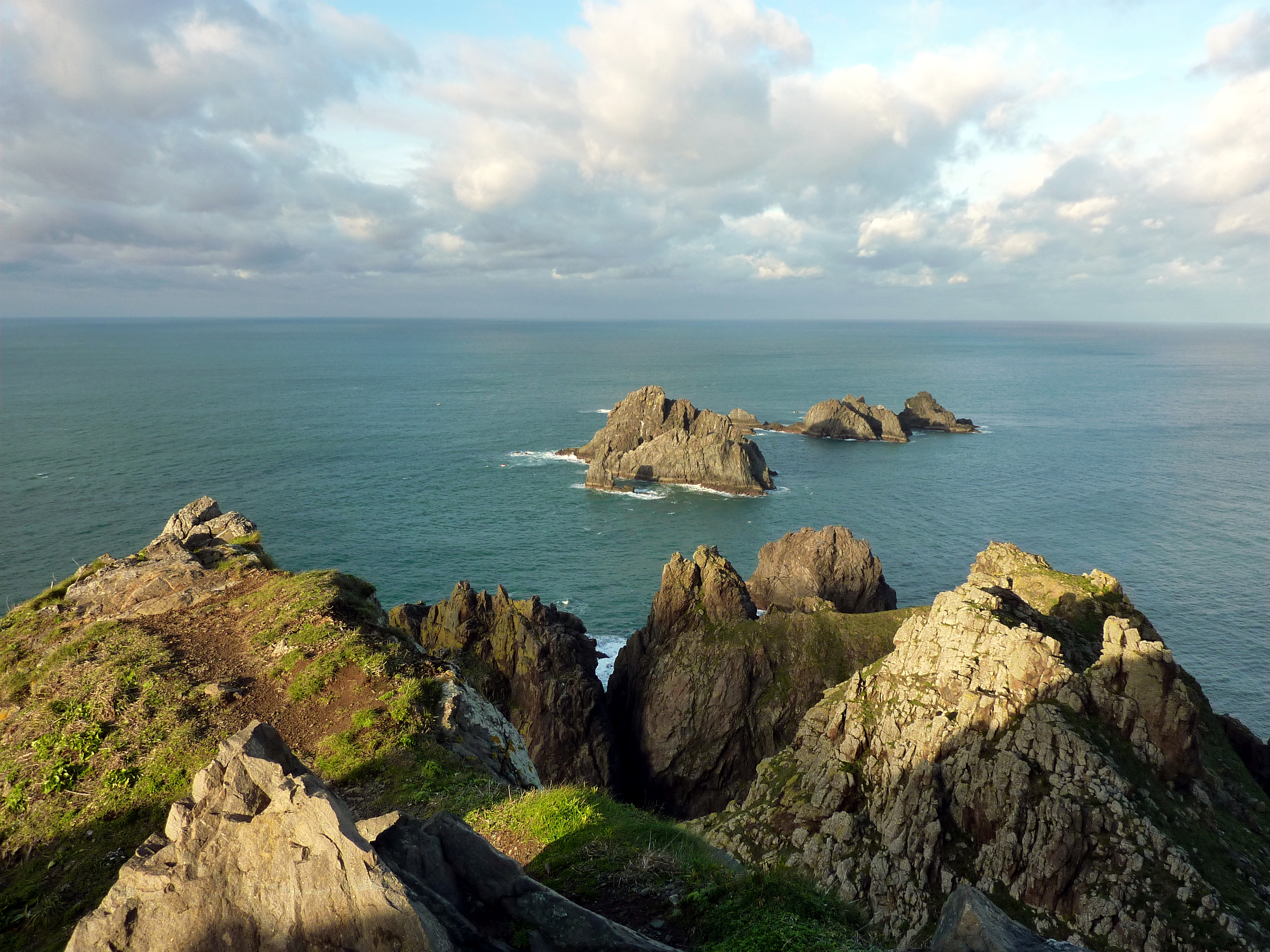
Dominio de los Complejos Alóctonos: eclogitas del complejo de Cabo Ortegal.

Se encuentra en el noroeste del Macizo Ibérico. Corresponde a un conjunto complejo de láminas alóctonas cabalgantes sobre la Zona Centroibérica, sobre la que se extiende unos 300 km. La composición muestra terrenos de procedencia variada, como fragmentos de corteza oceánica (ofiolitas) y de un arco volcánico.
La zona está dividida a su vez en dos dominios muy diferentes, que se deben a dos conjuntos cabalgantes superpuestos, independientes en origen. El inferior es el Dominio Esquistoso y el superior el Dominio de Complejos Alóctonos.
Los materiales paleozoicos del dominio inferior, sedimentos siliciclásticos y metavulcanitas, tienen ciertas similitudes con los de la Zona Centroibérica,  aunque no son idénticos, por lo que se supone que se formaron en el mismo margen continental de Gondwana que aquellos, pero en posiciones más alejadas del continente. Por el contrario, el dominio de los Complejos Alóctonos está compuesto por el apilamiento e imbricación de materiales muy diferentes entre sí y del resto de zonas del Macizo Ibérico. En este dominio aparecen materiales ofiolíticos de corteza oceánica en varias unidades de los complejos de Órdenes y de Cabo Ortegal y materiales mezclados de procedencia continental y de posibles arcos isla, que en conjunto indican una sutura de cierre oceánico, el océano Rhéico: durante este proceso, los fragmentos de la corteza oceánica y zonas con corteza engrosada (microcontinentes, terrenos, arcos isla, etc.) que no se han podido subducir se van apilando contra el margen (acreción). La procedencia de estos elementos exóticos es incierta, pero podrían provenir de puntos muy alejados.

#### Zona de Ossa-Morena

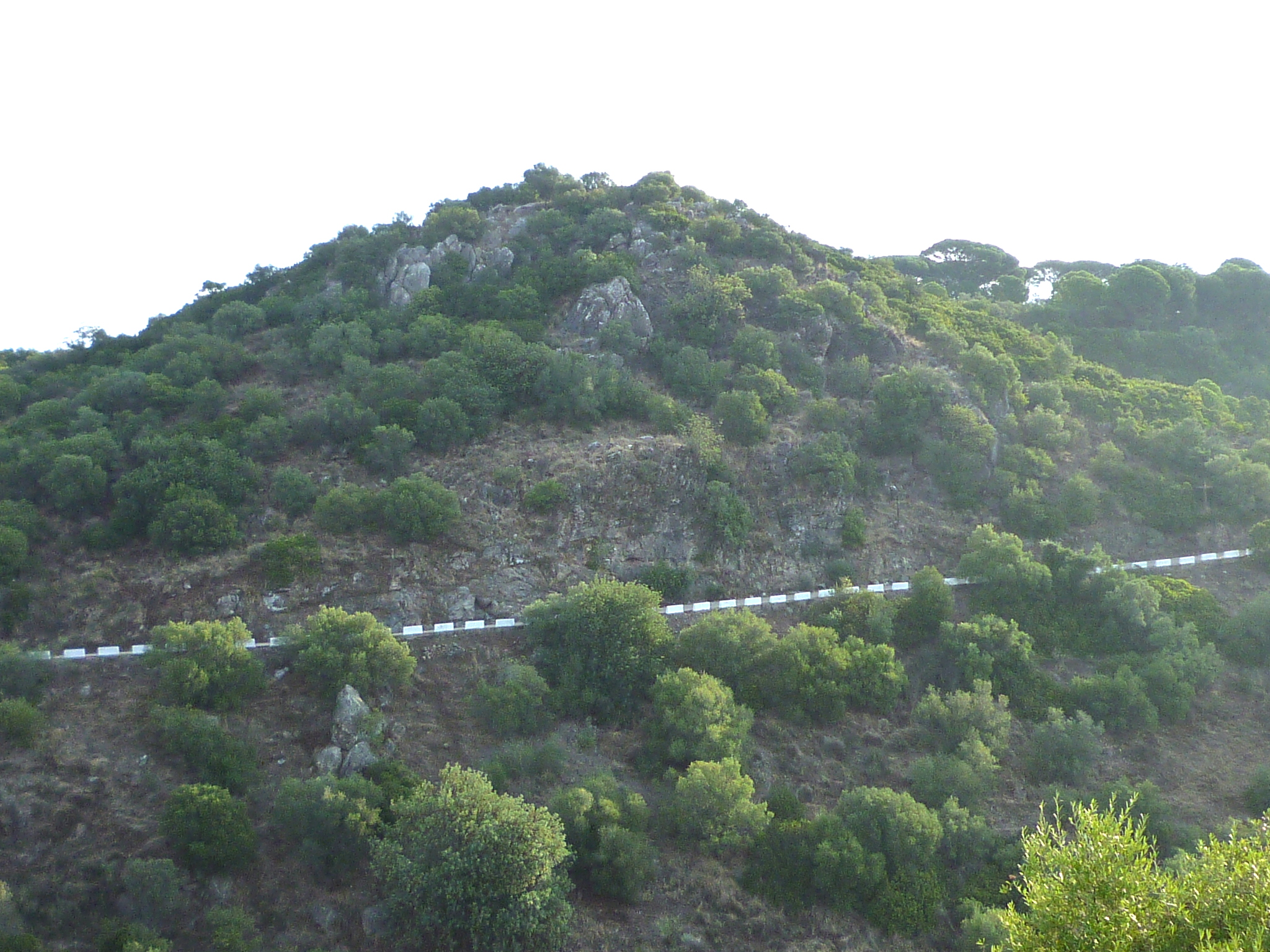
Proterozoico (andesitas) y Cámbrico inferior (conglomerados y calizas con arqueociatos) en el afloramiento clásico del Cerro de las Ermitas (Córdoba).

Están representadas rocas del Precámbrico y todo el Paleozoico hasta el Carbonífero, caracterizadas por un metamorfismo entre bajo y muy bajo, con excepciones en algunas zonas, en que es de alto grado. Es general la foliación tectónica de las rocas, relacionada con las fases de metamorfismo. La zona se caracteriza por pliegues tumbados con vergencia al suroeste y cabalgamientos con desplazamiento también al suroeste. Hay abundantes intrusiones graníticas precámbricas, cámbricas y carboníferas, tanto simultáneas como posteriores a la deformación varisca.
Los límites de la zona están marcados por rocas de afinidad oceánica (ofiolitas): al noreste por la Zona de Cizalla de Badajoz-Córdoba y al sureste por las anfibolitas de Beja-Acebuches, que indican el cierre de zonas oceánicas y la sutura de bloques continentales.
El conjunto de la zona se interpreta como un bloque continental fusionado durante la orogenia varisca con los bloques adyacentes de la Zona Centroibérica y la Zona Sudportuguesa. La primera y más intensa fase de colisión es devónica, seguida por una etapa distensiva con magmatismo abundante en el Carbonífero Inferior y otra final compresiva en el Cabonífero Superior, en la que culmina la colisión entre bloques, con pliegues verticales y fallas de desgarre.

#### Zona Sudportuguesa

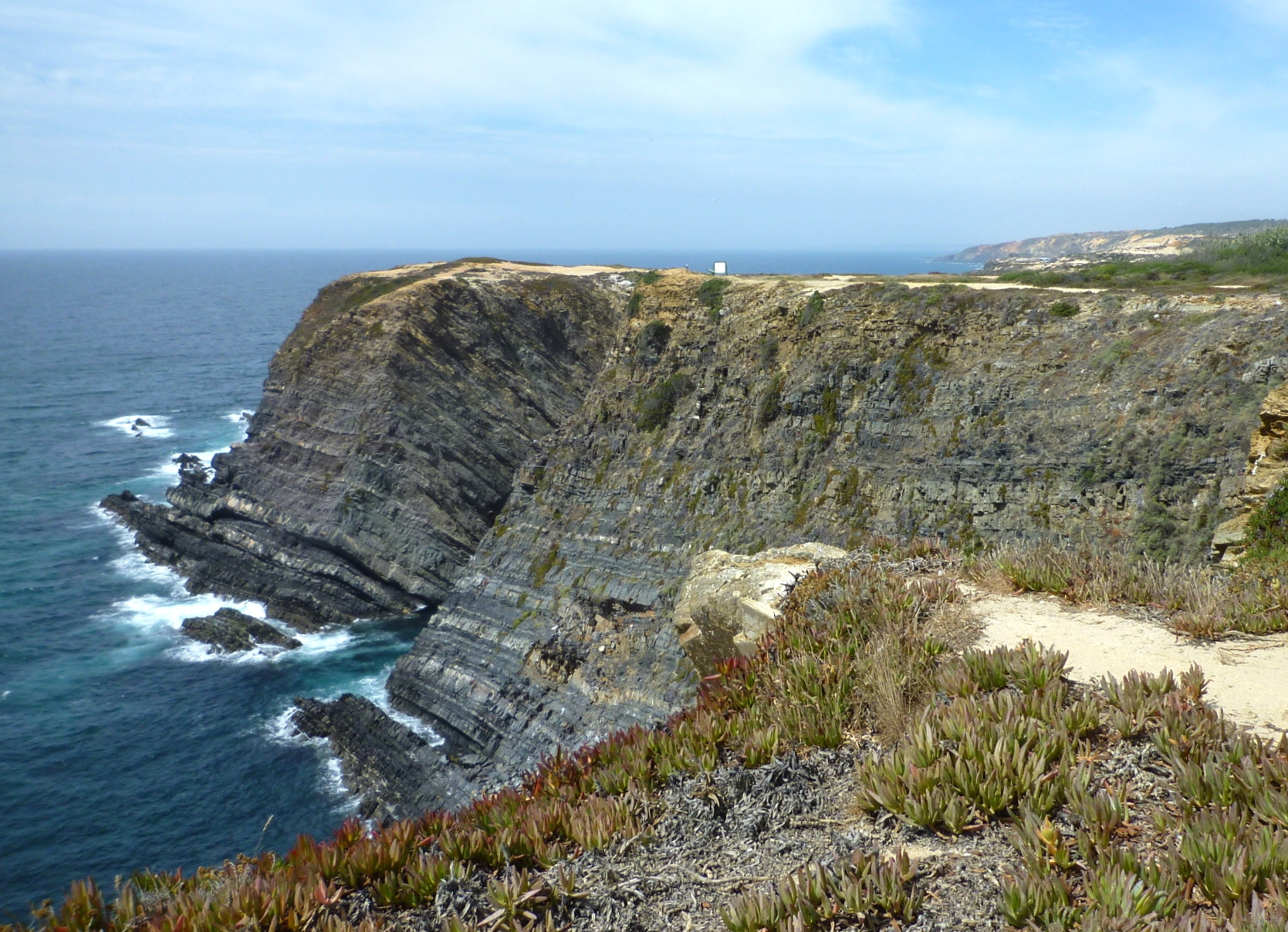
Dominio del Suroeste Portugués: flysch del Bajo Alentejo, sedimentos turbidíticos del Carbonífero (Cabo Sardão, Portugal).

Corresponde a una región externa del orógeno varisco, con depósitos marinos del Devónico Medio al Carbonífero, metamorfismo de bajo grado, foliación tectónica general y abundante magmatismo. Su límite con la Zona de Ossa-Morena presenta ofiolitas, las anfibolitas de Beja-Acebuches, que atestiguan un cierre oceánico y sutura de bloques.
Atendiendo a la estratigrafía se distinguen tres dominios: septentrional (Pulo do Lobo), central (Faja pirítica ibérica) y meridional (Suroeste Portugués). También se distingue una cuenca postorogénica de menor entidad, la cuenca pérmica del Viar, rellena por sedimentos continentales y materiales volcánicos. La Faja o Franja Pirítica destaca por contener la mayor acumulación mundial de sulfuros metálicos masivos, de enorme importancia económica (minas de São Domingos, Neves Corvo, Tharsis, Riotinto o Aznalcóllar). Se formaron durante el Carbonífero Inferior, en un momento extensional de la cuenca previo a la colisión varisca.

### Cordillera Pirenaica
Se extiende por el norte de la península, desde Cataluña a Galicia, pero sus estructuras geológicas continúan por el este hacia el Languedoc francés y hacia el oeste penetran en el océano Atlántico. Se formó durante la orogenia alpina o pirenaica, entre el Cretácico final y el inicio del Mioceno, entre 84 y 24 millones de años, por el choque oblicuo de las placas Ibérica y Europea. Comprende la cordillera Cantábrica y los Pirineos, habiéndose establecido el límite geológico entre ambas en la denominada falla de Pamplona. La elevación y deformación alpina afecta tanto al basamento paleozoico como a los sedimentos mesozoicos y cenozoicos formados en los márgenes de ambas placas.
Los perfiles sísmicos realizados sobre varias secciones de la cordillera indican un fuerte engrosamiento de la corteza continental, con espesores del orden de los 40 km; en la zona axial de los Pirineos, la base se encuentra a unos 60 km de profundidad, el doble del espesor normal de la corteza de la placa europea en las regiones adyacentes. Para la zona de los Pirineos se han estimado acortamientos horizontales de la corteza del orden de 80 km en el oeste y hasta 100-160 km en la región central.

#### Pirineos

Esquema simplificado de una sección norte-sur de los Pirineos centrales.

La estructura general es de apilamiento de escamas y cabalgamientos corticales en abanico, abriéndose desde el centro —en la zona axial, coincidiendo con el máximo espesor de la corteza— y vergiendo hacia ambos lados del orógeno en las zonas externas. La Placa Ibérica se imbrica bajo la Europea en un contexto de colisión de dos bloques de corteza continental, con subducción, por tanto, limitada.
Se distinguen tres zonas: la Zona Axial, localizada en el eje central de la cadena, donde afloran materiales precámbricos a carboníferos, en algunas partes muy deformados y afectados por metamorfismo de alto grado; la Zona Norpirenaica, principalmente en territorio francés y limitada al norte por la cuenca de Aquitania, y la Zona Surpirenaica, limitada al sur por la cuenca del Ebro. Las dos zonas externas están constituidas principalmente por materiales mesozoicos y cenozoicos, afectados por grandes mantos de corrimiento y cabalgamientos dirigidos hacia el exterior del orógeno, al norte y al sur respectivamente, con los mayores desplazamientos en la vertiente española.

#### Cordillera Cantábrica

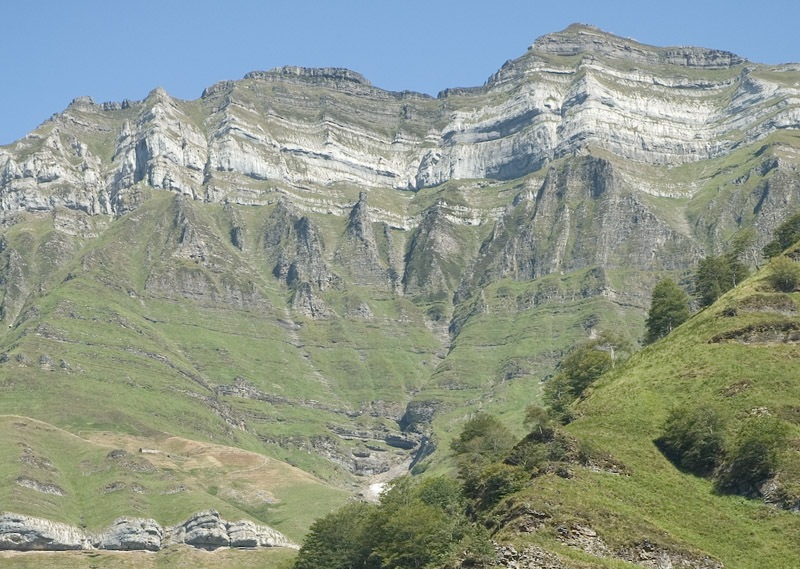
Sedimentos mesozoicos de la cuenca Vasco-Cantábrica (Pico de Castro Valnera, Burgos y Cantabria).

Se diferencian dos zonas: una oriental, que se corresponde con la denominada cuenca Vasco-Cantábrica de edad mesozoica, con potentes sucesiones sedimentarias, y otra central, el Macizo Asturiano, en la que afloran principalmente los materiales del Macizo Ibérico afectados por la orogenia alpina, con una cobertera mesozoica mucho más delgada, y actualmente denudada, que solo aflora en los márgenes norte y sur.
La estructura cortical de la cordillera Cantábrica es similar a la de los Pirineos, con un hundimiento de la corteza hacia el norte, también bajo corteza continental, y el consiguiente engrosamiento en las zonas centrales de la cadena. Sin embargo hacia el norte, bajo el océano, se produce un rápido adelgazamiento de la corteza, en transición a la corteza oceánica del golfo de Vizcaya. Aquí, al pie del talud continental, se han detectado por sísmica de reflexión estructuras que señalan la existencia de un prisma de acreción paralelo a la costa, seguido de una fosa rellena por sedimentos en su extremo norte; ambas estructuras son coherentes con un proceso de subducción de corteza oceánica bajo el borde continental, hundiéndose hacia el sur.

### Cordillera Bética

La cordillera Bética encuadrada en el conjunto perimediterráneo de la Orogenia Alpina.

La cordillera Bética está conformada por los importantes relieves del sur y sureste de la península formados por la colisión de la microplaca o Dominio de Alborán contra la placa Ibérica en el Cenozoico. Esta estructura tiene su continuación, más o menos simétrica, en el Rif y el Tell del norte de África y en las Islas Baleares. Forma parte del llamado orógeno alpino perimediterráneo.
Se diferencian dos grandes conjuntos, de orientación general noreste-suroeste (NE-SO): las Zonas Externas y las Zonas Internas, más una unidad interpuesta entre ambas, el Complejo del Campo de Gibraltar.

#### Zonas Externas Béticas
Ocupan la franja noroeste de la cordillera y las Baleares (excepto Menorca), con rocas que datan desde el Triásico hasta al Mioceno medio, formadas en el antiguo margen continental de la Placa Ibérica, con fuerte deformación y pliegues y cabalgamientos vergentes, en general, al norte-noroeste (NNO).
Se distinguen a su vez dos unidades: la Unidad Prebética, de posición externa al orógeno, con sedimentos marinos de margen continental y poca deformación, y la Unidad Subbética, más interna y con mayor grado de deformación, compuesta por sedimentos de mar abierto con intercalaciones de materiales volcánicos submarinos.

#### Zonas Internas Béticas
Componen la franja sureste de la cordillera. Corresponden al Dominio de Alborán, un fragmento desgajado de la antigua Placa Mesomediterránea, formado por un conjunto heterogéneo complejo de rocas con distinta historia tectónica previa a su apilamiento en mantos y posterior desplazamiento y choque contra la Placa Ibérica.
La estructura general responde al apilamiento tectónico de tres grandes grupos: los complejos Nevado-Filábride en la posición inferior, Apujárride en la intermedia y Maláguide en la superior. El apilamiento de estos cuerpos es anterior a la colisión del conjunto con la Placa Ibérica y la deformación consiguiente. Algunas unidades del Complejo Alpujárride, como las peridotitas de Ronda, presentan rocas de origen muy profundo, procedentes del manto superior; constituyen el mayor afloramiento mundial de materiales procedentes del manto subyacente a corteza continental.

#### Complejo del Campo de Gibraltar

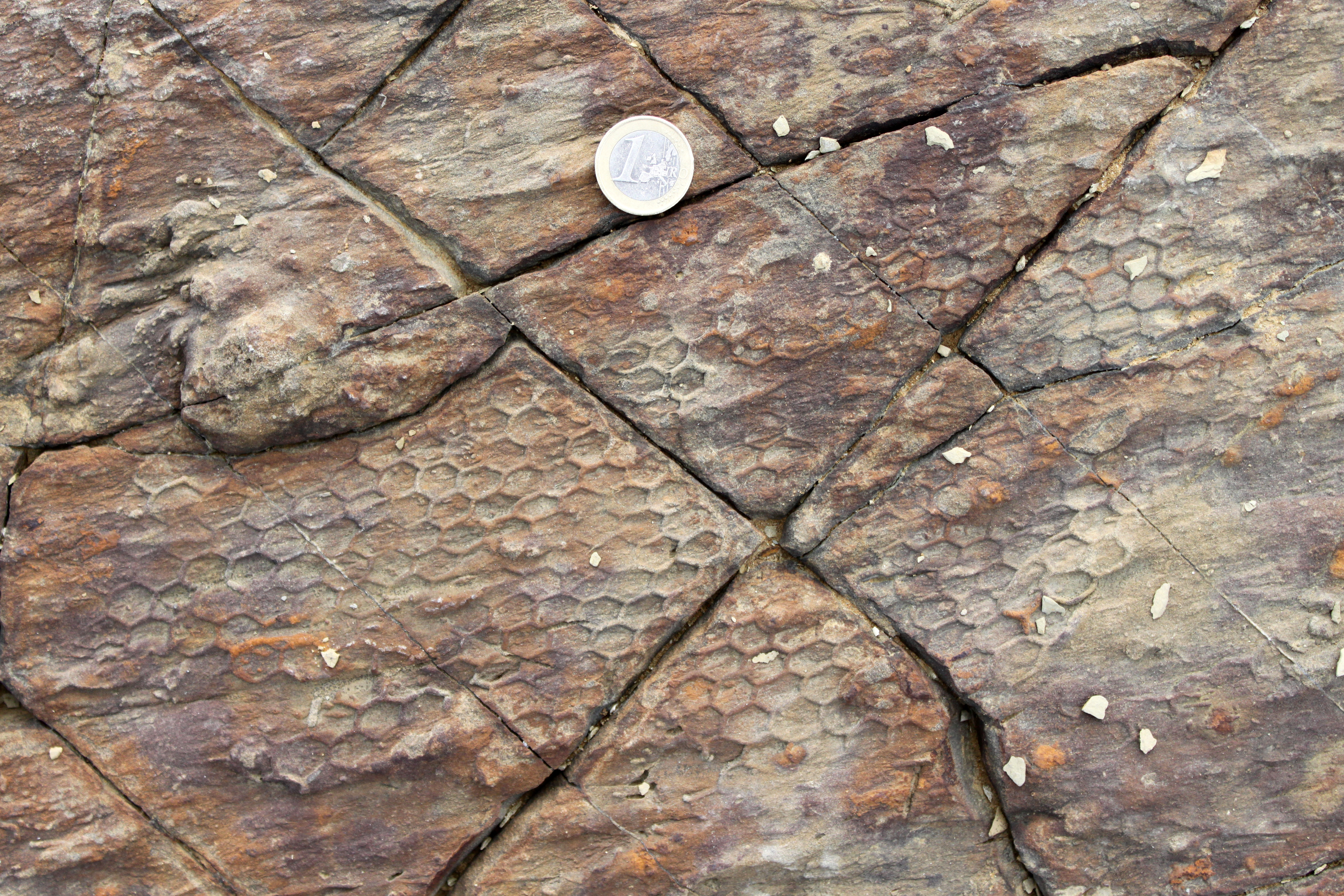
Paleodictyon, la huella fósil de un organismo marino en los sedimentos del flysch del Complejo del Campo de Gibraltar en Algeciras.

Es una estrecha franja que delimita y se interpone entre las dos zonas principales de la cadena. Sus materiales proceden del profundo surco marino que se situaba entre las dos unidades anteriores desde el Cretácico al Mioceno, antes del desplazamiento del Dominio de Alborán hacia el oeste y su colisión contra la placa Ibérica. Está compuesta principalmente por sedimentos turbidíticos, muy deformados y mezclados.

### Cordilleras alpinas del Antepaís Ibérico
Se denomina Antepaís Ibérico al conjunto de regiones geológicas que componen la placa Ibérica limitadas por los dos grandes orógenos de colisión alpinos, los Pirineos y la cordillera Bética. Comprende el Macizo Ibérico, la cordillera Cantábrica, el Sistema Ibérico, la cordillera Costero-Catalana y las cuencas cenozoicas. Se distinguen dos grupos principales, según tengan cobertera mesozoica o no.

#### Con cobertera mesozoica

Afloramientos actuales de los sedimentos de las principales cuencas sedimentarias mesozoicas de la península ibérica.

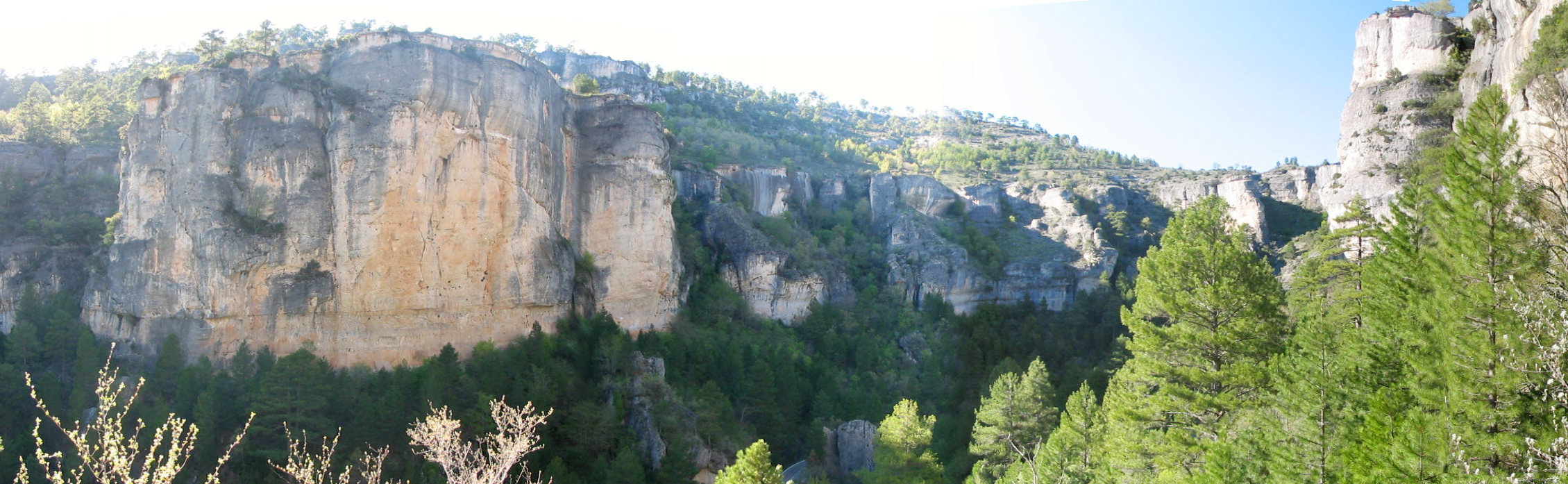
Formaciones de calizas marinas de plataforma continental del Cretácico en la cordillera Ibérica (Hoz de Beteta, Serranía de Cuenca).

Son el Sistema Ibérico y la cordillera Costero-Catalana, que ocupan el este de la península y responden a la inversión tectónica de las estructuras extensionales del antiguo rift mesozoico ibérico durante el Cenozoico. Ambas cordilleras se entrecruzan en la región del Maestrazgo, en la denominada Zona de Enlace, y están muy relacionadas entre sí, tanto estructuralmente como por el desarrollo y  evolución de las cuencas mesozoicas de las que proceden. En algunas zonas aflora parte del zócalo varisco, con rocas precámbricas y paleozoicas, pero destacan las potentes series sedimentarias del Pérmico superior y, sobre todo, del Mesozoico que se formaron por el relleno de las cuencas originadas en los procesos de rifting que afectaron Iberia durante la apertura del Tetis.
La Cadena Costero-catalana está constituida por tres unidades, coincidentes con sendas láminas de cabalgamiento paleógenas vergentes al noroeste, que afectan tanto al sustrato varisco como a los materiales mesozoicos: Unidad del Vallés Panadés, Unidad del Camp y Unidad del Priorat. La dirección predominante de las estructuras es noreste-suroeste.
En la Cadena Ibérica se distinguen diferentes zonas: La Unidad de Cameros, la Rama Aragonesa, la Rama Castellana y las sierras de Altomira y Bascuñana. En su estructura deben incluirse las cuencas cenozoicas de Calatayud-Montalbán, Almazán (con parte de la del Duero) y Loranca, entre otras. Predominan directrices estructurales noroeste-sureste, coincidentes con las del rift Ibérico mesozoico. Afloran materiales paleozoicos, principalmente en la sierra de la Demanda, y mesozoicos, que llegan a alcanzar importantes espesores, como por ejemplo 5 km en la Unidad de Cameros. La mayoría de los cabalgamientos de la Cadena Ibérica tienen su nivel de despegue en los materiales triásicos del Keuper, de naturaleza muy plástica (arcillas y yesos); en alguno de ellos se han llegado a inferir desplazamientos de más de 20 km.

#### Sin cobertera mesozoica

Sección esquemática noroeste-sureste del Sistema Central. Nótese la corteza engrosada bajo la cadena y las estructuras alpinas tipo pop-up y pop-down, limitadas por fallas inversas y de desgarre.

A este grupo pertenecen el Sistema Central, los Montes de Toledo o Sierra Morena. Responden a roturas y elevaciones del basamento varisco del Macizo Ibérico durante las etapas compresivas alpinas del Cenozoico y su evolución tectónica es simultánea con la de las cuencas sedimentarias aledañas. Predominan las formas originadas por deformación de tipo «piel gruesa» (que afecta a niveles profundos de la corteza), con estructuras compresivas o de desgarre. Los relieves están condicionados por la reactivación cenozoica de fallas anteriores, variscas o tardivariscas, que responden a la compresión de la Placa Ibérica entre la Euroasiática y la Africana formando tanto extrusiones e intrusiones tectónicas —pop-ups y pop-downs en la literatura especializada— como cabalgamientos imbricados de escala cortical (de piel gruesa). Las direcciones principales son noroeste-sureste (NO-SE), noreste-suroeste (NE-SO) y norte-sur (N-S), manifestándose los movimientos de desgarre e inversos principalmente en las fallas de dirección NE-SO.

### Cuencas sedimentarias cenozoicas

Principales cuencas sedimentarias cenozoicas.

Durante el Cenozoico se han formado sobre la península ibérica diferentes cuencas sedimentarias intraplaca, algunas de gran extensión, como las del Ebro, Duero, Tajo, Bajo Tajo o Guadalquivir, denominadas así por los principales ríos que las drenan en la actualidad. Estas acumulaciones de sedimento son del tipo cuenca de antepaís, formadas durante el crecimiento de una cordillera adyacente. La mayoría han sufrido periodos prolongados de endorreísmo, especialmente durante el Mioceno cuando el clima era más seco.
Cuenca del Ebro
La cuenca del Ebro, de forma triangular, está delimitada por los Pirineos, la cordillera Ibérica y la cordillera Costero-catalana y se conecta con la cuenca del Duero a través el corredor de La Bureba. El relleno comenzó en el Thanetiense (Paleoceno), con sedimentación marina y continental. Los últimos depósitos marinos son evaporíticos y datan del Priaboniense (final del Eoceno). A finales del Oligoceno y principios del Mioceno se produjo la máxima subsidencia de la cuenca, alcanzando los sedimentos de estas edades más de 3000 metros de espesor en el sector occidental. El relleno de la cuenca continuó hasta el Turoliense (final del Mioceno). La forma de la cuenca y su subsidencia ha variado a lo largo del Cenozoico, dependiendo de la actividad tectónica de las áreas circundantes; su estructura actual data de principios del Mioceno, cuando finalizó el desplazamiento de los cabalgamientos pirenaicos. Parte de los materiales de la cuenca se integran también en la estructura pirenaica, al formar parte de dichos cabalgamientos.
Cuenca del Duero
La cuenca del Duero está completamente circundada por relieves alpinos, destacando la cordillera Cantábrica, la cordillera Ibérica y el Sistema Central. Se pueden distinguir algunas subcuencas en relación con su evolución y características tectónicas, como las cuencas de Ciudad Rodrigo, Cantalejo, Sepúlveda-Ayllón o la de Almazán, esta última de tipo piggy-back (desplazada junto a su sustrato cabalgante, «a caballo»), ligada a la evolución de la cordillera Ibérica y que presenta una notable potencia sedimentaria, de más de 2500 metros de espesor. El relleno sedimentario muestra tres etapas diferenciadas: una primera desde el final del Cretácico y el Paleoceno, con materiales principalmente detríticos que afloran discontinuos en los márgenes de la cuenca; una segunda eoceno-oligocena, con desarrollo de sedimentos de abanicos aluviales, fluviales y lacustres, muy potentes sobre todo en la cuenca de Almazán; la tercera, neógena, comprende la mayor extensión de afloramientos de la cuenca, con sedimentos fluviales y lacustres, compuestos por lutitas, yesos y margas. Los tramos finales de colmatación del relleno presentan varios niveles de calizas lacustres que se extienden por casi toda la cuenca, las denominadas «calizas del páramo». Cuando la cuenca pierde su carácter endorreico y comienza a drenarse por la red fluvial del actual río Duero, la asociación de materiales lábiles con las calizas más resistentes a techo da lugar a las características mesas y cerros testigo de la región.
Cuenca del Tajo
La cuenca sedimentaria del Tajo se divide en dos subcuencas bien delimitadas, la cuenca de Madrid y la cuenca de Loranca o Depresión Intermedia.
La cuenca de Madrid es de forma triangular y su base es asimétrica, con la mayor profundidad en las proximidades del Sistema Central, donde la cuenca se hunde a través de una importante falla inversa de más de 2000 metros de salto. La base del zócalo paleozoico ascendiende suavemente hacia el este, hasta la sierra de Altomira. En el borde oriental, junto al Sistema Central y sobre el zócalo paleozoico hay una orla de sedimentos mesozoicos, poco potentes al oeste, que corresponden al Triásico y al Cretácico superior y que se van engrosando hacia el este y noreste, cubiertos por los depósitos cenozoicos. El relleno cenozoico comienza en el Paleógeno, que se manifiesta en la superficie en forma de afloramientos dispersos con facies muy variadas, principalmente detríticas, que incluyen  conglomerados, arenas, lutitas, calizas, etc. Dichos afloramientos fueron afectados por las fases más intensas de la deformación alpina y en algún caso se encuentran invertidos, con los depósitos neógenos discordantes sobre ellos. Los depósitos miocenos siguen un esquema de relleno tipo cuenca endorreica, con facies de abanicos aluviales en los bordes, sobre todo procedentes del Sistema Central y de naturaleza arcósica (p. ej. las facies Madrid), y facies lacustres evaporíticas hacia el centro de la cuenca, con potentes series de yesos y niveles salinos compuestos de glauberita, thenardita, etc. La sucesión endorreica culmina con depósitos de calizas lacustres («caliza del páramo», como en la cuenca del Duero). Por encima y discordantes aparecen depósitos pliocenos detríticos, previos al encajamiento de la red fluvial cuaternaria.

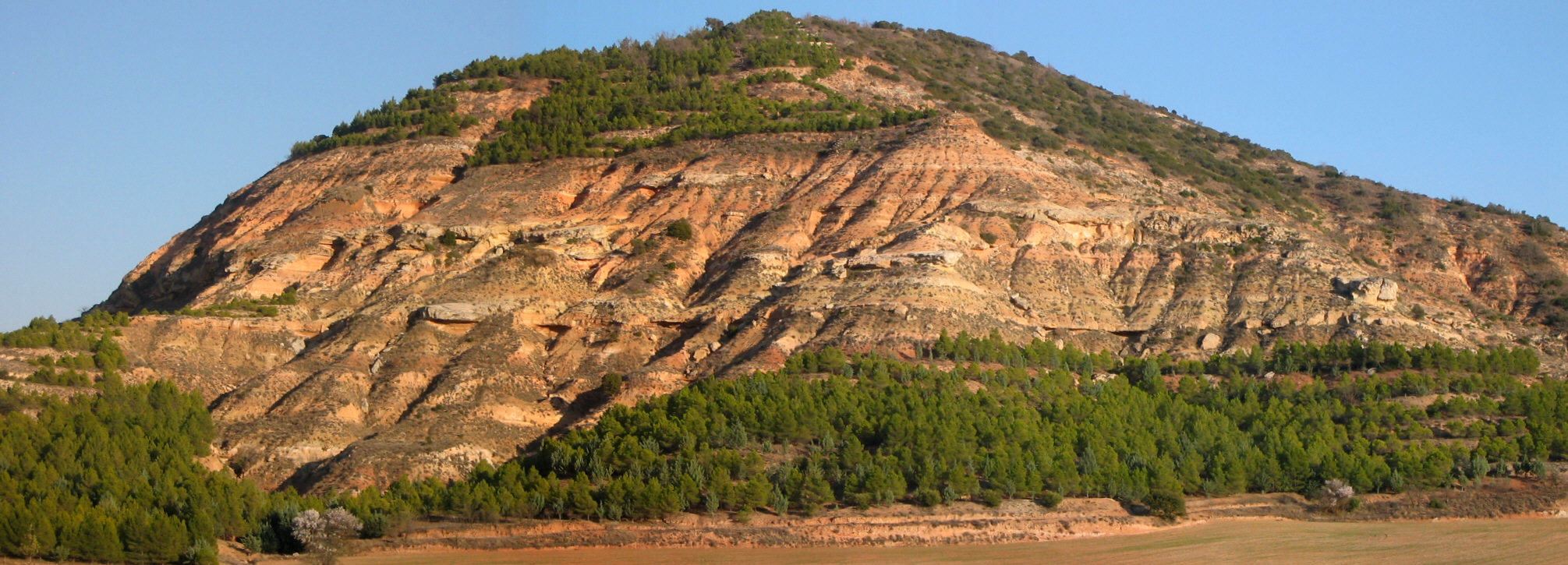
Sedimentos fluviales de la cuenca de Loranca: facies de llanura de inundación y de relleno de paleocauces.

La cuenca de Loranca, de tipo piggy-back, se diferenció en el Paleógeno de la cuenca de Madrid por el levantamiento de la sierra de Altomira. Su relleno comenzó entre el Maastrichtiense (final del Cretácico) y el Eoceno, con lutitas y yesos. Prosiguió durante el Paleógeno con varias unidades detríticas de abanicos aluviales y lacustres que pasan a fluviales y llanuras de inundación en niveles más altos de la sucesión estratigráfica. El Neógeno, del Aragoniense al Vallesiense, está representado por dos ciclos de depósitos de abanicos aluviales con facies lacustres en lo que en ese momento era el centro de la cuenca, entre Huete y Pareja; en el primer ciclo predominan los yesos en las facies centrales y en el segundo los carbonatos. Entre el Vallesiense y el Turoliense se depositan arenas y calizas lacustres («calizas del páramo»). Culmina el relleno con materiales detríticos y químicos probablemente pliocenos.
Cuenca del Bajo Tajo
La cuenca del Bajo Tajo ocupa una extensa zona alargada de dirección nornoreste a sur-sureste (NNO-SSE) entre Castelo Branco y la costa de la península de Setúbal. Se distinguen tres sectores: el sector proximal norte, con sedimentos exclusivamente continentales, el sector central, con facies continetales con episodios marinos correspondientes a los más altos niveles eustáticos del mar, y el sector distal sudoeste, con sedimentos marinos y continentales alternantes. Se empezó a formar en el Palógeno, por la formación de grabens que más tarde se ensancharon. Los principales rellenos son miocenos de origen marino. Durante el Plioceno se produjo el comienzo del drenaje de la cuenca, con sedimentación fluvial en disconformidad sobre los sedimentos precedentes.
Cuenca del Guadalquivir
La cuenca del Guadalquivir es de forma triangular alargada, su límite noroeste está definido por una línea casi recta que corresponde a la flexión del zócalo de la antigua Placa Ibérica, mientras que su margen sureste, más irregular, responde a la actividad del orógeno bético. La base de la cuenca es asimétrico, más profundo hacia el sureste en una sección perpendicular al eje mayor, y más profundo también hacia el suroeste, en una sección según dicho eje. En el extremo suroeste, abierto hacia el Atlántico, aún continúa la sedimentación por lo que es una cuenca activa; la sedimentación comenzó en el Mioceno y se produjo por la mayor parte entre el Mioceno Superior y el Plioceno. Los sedimentos que la rellenan son mayoritariamente marinos y se han identificado diferentes secuencias deposicionales, que van progradando de noreste a suroeste, según se va produciendo el relleno. Cada una de estas secuencias está formada por asociaciones de facies de plataforma (areniscas, limos y arcillas), de talud (arcillas con elevadas tasas de sedimentación), de pie de talud (turbiditas) y de fondo de cuenca (arcillas). En el margen sureste de la cuenca se formaron importantes rellenos por olistostromas —en conjunto denominados olistostroma del Guadalquivir—, producidos por el empuje de la orogenia bética, que en alguna zona presentan un espesor de más de mil metros, y sobre los que también se depositaron sedimentos marinos someros y litorales, principalmente calcarenitas. El avance del orógeno condicionó que el margen sureste fuera cambiando a lo largo de su historia.

### Vulcanismo neógeno

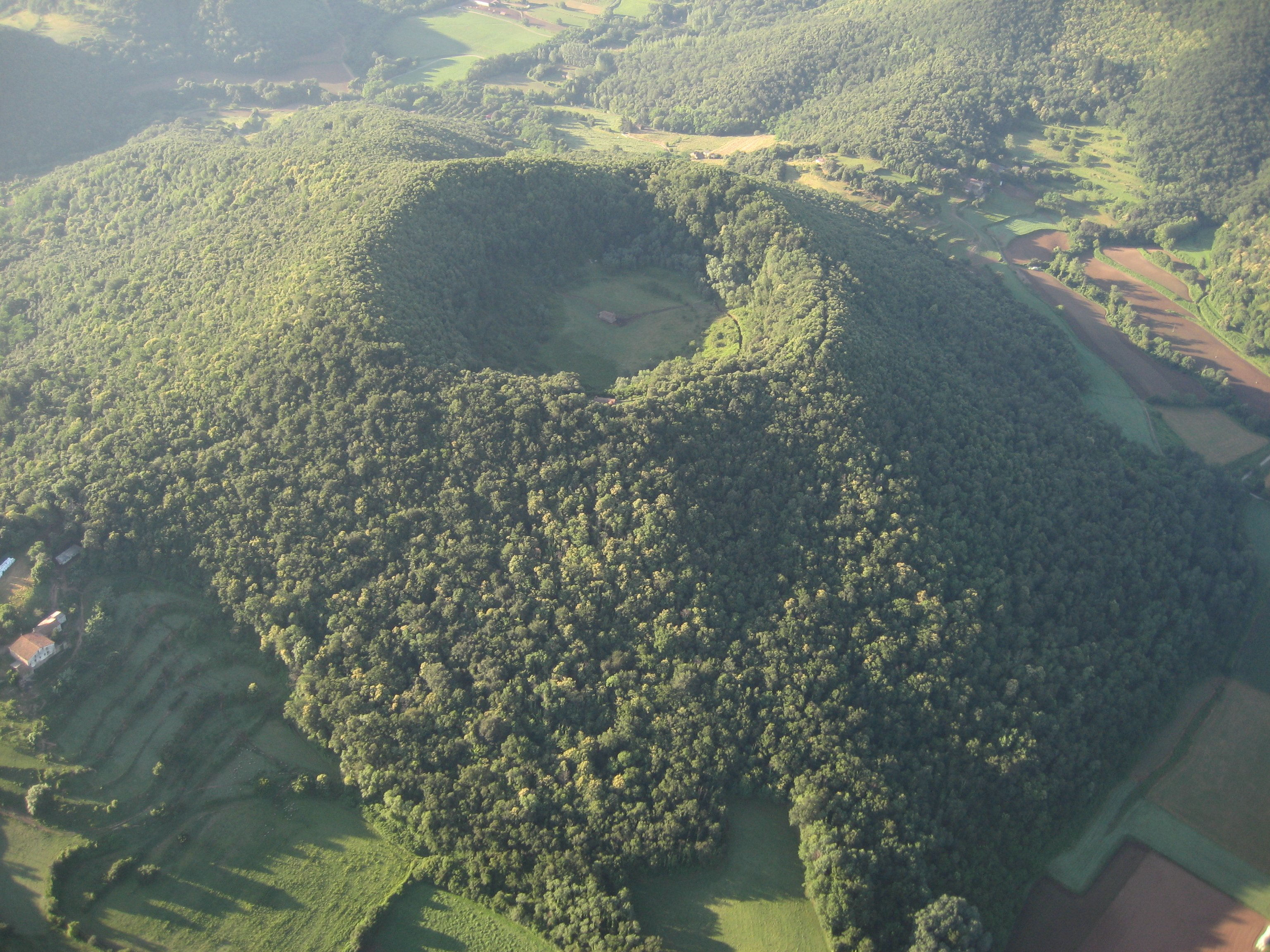
Volcán de Santa Margarita, en la Garrocha (Gerona).

Las manifestaciones volcánicas neógenas de la península se integran en la provincia volcánica cenozoica de la Europa Central y están restringidas a cuatro áreas: la región volcánica de Gerona (con vulcanismo en las comarcas de La Garrocha, Ampurdán y La Selva), la región volcánica de Campo de Calatrava, la región volcánica de Almería-Murcia (las mayores en extensión, con vulcanismo en Cabo de Gata, Mazarrón, Cartagena, Mar Menor, Mula, Fortuna, Cancarix o Jumilla, además de las emisiones sumergidas bajo el mar, que suponen el mayor volumen) y la región volcánica del Levante (con vulcanismo en Cofrentes, Picasent y abundante vulcanismo submarino, del que solo emerge el de las islas Columbretes).
El vulcanismo peninsular neógeno se caracteriza por la diversidad litológica de sus emisiones, que recoge la casi totalidad de tipos de rocas volcánicas posibles, toleíticas, alcalinas y calcoalcalinas: tefritas, basaltos, traquibasaltos, traquitas, lamproitas, etc. De igual manera la tipología de las emisiones es muy variada: estrombolianas, hidromagmáticas, formando conos, calderas, domos, etc. En general, la mayoría de los edificios volcánicos son monogenéticos, de episodios únicos.
Las edades de las emisiones datan desde el Mioceno hasta el Holoceno, siendo las más recientes de hace unos 8300 años, en la zona volcánica de la Garrocha (Gerona).

## Geomorfología

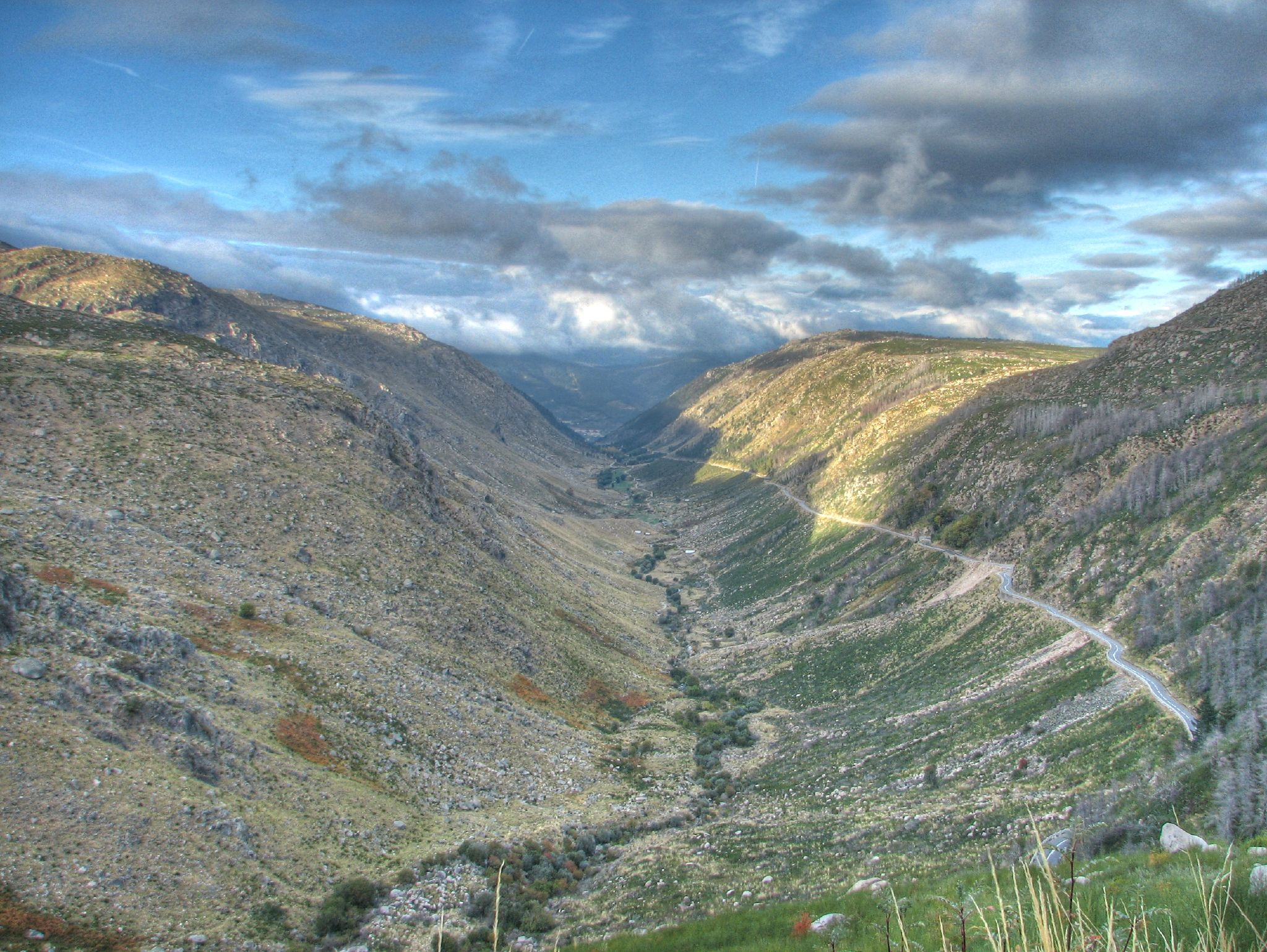
Valle en «U» de origen glaciar del río Cécere (Manteigas, Sierra de la Estrella).

Algunos elementos geomorfológicos notables del relieve ibérico:
Las terrazas, cerros testigo, mesas y cárcavas producidas durante el encajamiento de la actual red fluvial plio-cuaternaria.
Formas glaciares y periglaciares pleistocenas en los principales relieves (circos, valles en «U», morrenas, etc.).
Los relieves apalachianos del Macizo Ibérico, con montes isla, rañas y hondos y estrechos valles en los que localmente se encaja la red fluvial, como los del Sil o el Miño.
Numerosos y extensos sistemas kársticos, desarrollados sobre carbonatos y evaporitas de orígenes muy variados: cuevas sobre mármoles precámbricos, como la Gruta de las Maravillas (Aracena, Huelva) o Castañar de Ibor (Cáceres), sobre calizas carboníferas, como la Cueva de Valporquero (Vegacervera, Cármenes, León),  sobre calizas mesozoicas, como la cueva de Ojo Guareña (Merindad de Sotoscueva, Burgos); lapiaces como la Ciudad Encantada (Serranía de Cuenca, Cuenca) o el Torcal de Antequera (Antequera y Villanueva de la Concepción, Málaga); torcas como las de los Palancares o las de Cañada del Hoyo; las lagunas de Ruidera (entre Albacete y Ciudad Real); así como las formas kársticas sobre yesos en Sorbas (Almería).
Formas costeras antiguas, como las rasas costeras de Asturias, Cantabria y el País Vasco, y actuales, como el Delta del Ebro, las marismas del Guadalquivir, los complejos de isla barrera-laguna de Ria Formosa en el Algarve o la Albufera de Valencia, y el Mar Menor, entre otras.

## Estratotipos de referencia internacional (GSSP)
La Comisión Internacional de Estratigrafía de la Unión Internacional de Ciencias Geológicas ha seleccionado en la península ibérica varias secciones estratigráficas como estratotipos de límite inferior globales (GSSP, por sus siglas en inglés), los «clavos de oro», referentes mundiales para determinadas unidades cronoestratigráficas de la escala temporal geológica.
| Estratotipo              | Edad (Ma)  | Base del piso | Serie                 | Año ratificación | Localización                                                |
| Sección de Gorrondatxe.  | 47,8 ±0,2  | Luteciense    | Eoceno                | 2011 | Playa de Gorrondatxe (Guecho, País Vasco, España)           |
| Sección de Zumaya        | 59,2       | Thanetiense   | Paleoceno             | 2008 | Playa de Itzurun (Zumaya, País Vasco, España)               |
| Sección de Zumaya        | 61,1       | Selandiense   | Paleoceno             | 2008 | Playa de Itzurun (Zumaya, País Vasco, España)               |
| Sección de Olazagutía    | 86,3 ±0,5  | Santoniense   | Cretácico superior    | 2013 | Olazagutía (Navarra, España)                                |
| Sección del río Argos    | ~129,4     | Barremiense   | Cretácico inferior    | 2023 | Caravaca (Región de Murcia, España)                         |
| Sección de Cañada Luenga | ~139,8     | Valanginiense | Cretácico inferior    | Fue una sección candidata a GSSP, sin embargo fue una sección francesa la seleccionada y ratificada en diciembre de 2024, estableciéndose la sección murciana como estratotipo de límite auxiliar estándar (SABS) | Cehegín (Región de Murcia, España)                          |
| Sección de Murtinheira   | 170,3 ±1,4 | Bajociense    | Jurásico medio        | 1996 | Cabo Mondego (Distrito de Coímbra, Portugal)                |
| Sección de Fuentelsaz    | 174,1 ±1   | Aaleniense    | Jurásico medio        | 2000 | Fuentelsaz (Castilla-La Mancha, España)                     |
| Sección de Peniche       | 182,7 ±0,7 | Toarciense    | Jurásico inferior     | 2014 | Distrito de Leiría (Portugal)                               |
| Sección de El Pintado 1  | 438,6 ±1,0 | Telychiense   | Llandovery (Silúrico) | 2024 (GSSP reubicado desde Gales, Reino Unido) | Sinclinal del Valle (Cazalla de la Sierra, Sevilla, España) |
| Sección de Murero        | ~509       | Piso 5        | Serie 3 (Cámbrico)    | candidatura propuesta en 2013 pero superada por la candidatura china en 2018 (se definieron el piso Wuliuense y la serie Miaolingiense).                                                                          | Murero (Aragón, España)                                     |

(Los colores de la tabla son los estándares internacionales para los pisos citados, definidos por la Comisión del Mapa Geológico del Mundo y adoptados por la Comisión Estratigráfica Internacional para la escala temporal geológica.)

## Geositesy geoparques

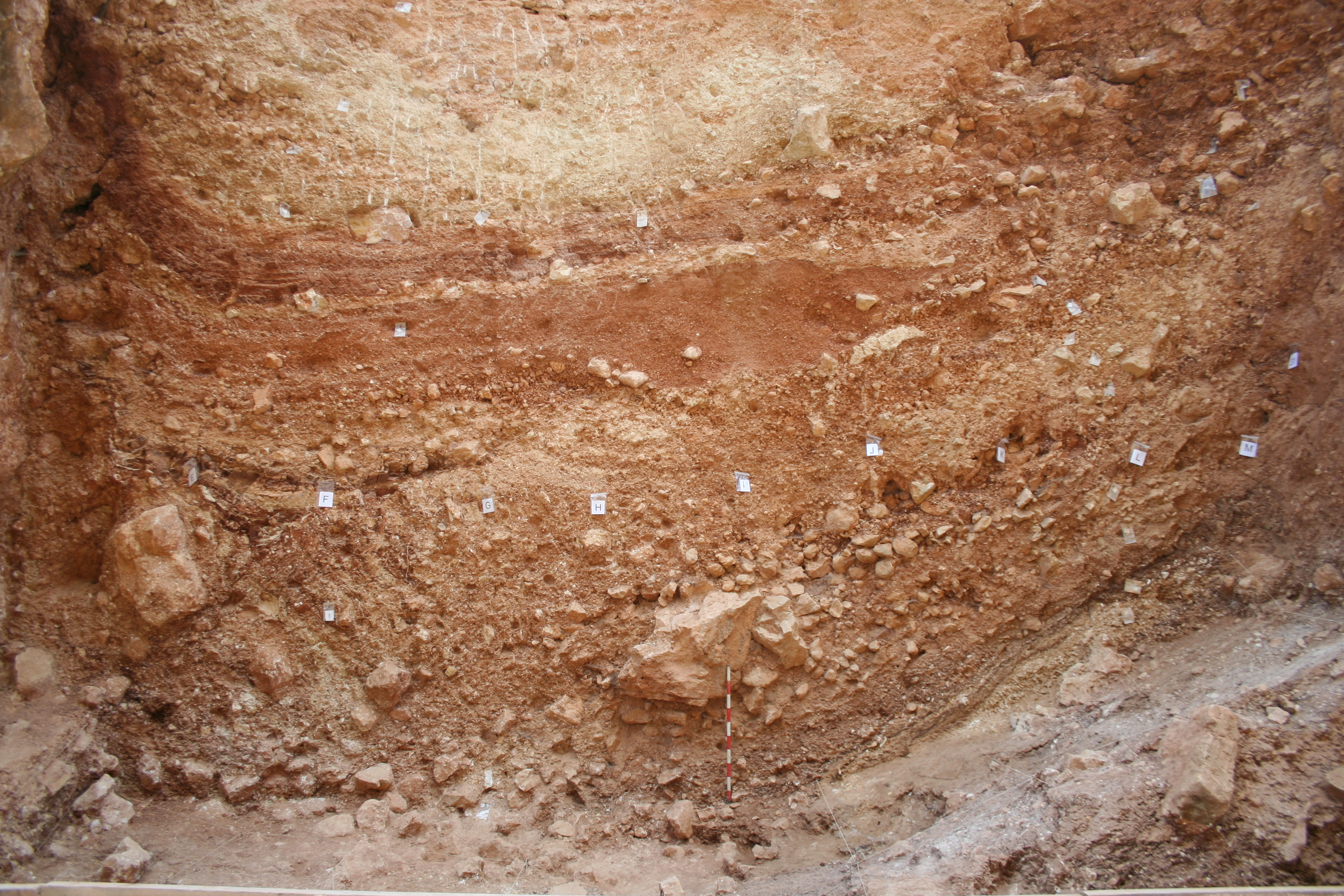
Perfil estratigráfico de la Sima del Elefante (TE) en el yacimiento de la Sierra de Atapuerca, geosite de interés paleontológico situado en la provincia de Burgos, España.

En la península ibérica se han definido varios contextos geológicos donde se han identificado varios lugares de interés geológico internacional («geositios globales» o global geosites en inglés). Entre los años 2007 y 2010, en un proyecto financiado por la Fundação para a Ciência e a Tecnologia, se identificaron 326 geositios de relevancia nacional e internacional en suelo portugués. En España, el Instituto Geológico y Minero se ha encargado de la identificación de los contextos geológicos y de la elaboración del inventario de los Global Geosites de España, seleccionando 144 enclaves agupados en 21 contextos. Los contextos geológicos y geositios se eligieron atendiendo a criterios geomorfológicos, petrológicos, estratigráficos, paleontológicos, tectónicos, hidrogeológicos, mineralógicos y metalogénicos.
Por otra parte, en la península ibérica se han establecido doce geoparques (geopark o parque geológico), nueve en España y tres en Portugal. Son zonas con alto interés geológico auspiciadas por la UNESCO, en las que se pretende el desarrollo económico a través del turismo cultural. Han recibido esta categoría: el Geoparque del Maestrazgo, el parque natural de Cabo de Gata-Níjar, el parque natural de las Sierras Subbéticas, el Geoparque de Sobrarbe, el Geoparque de la Costa Vasca, el Geoparque de la comarca de Molina-Alto Tajo, el Geoparque Villuercas-Ibores-Jara, el parque natural de la Sierra Norte de Sevilla, el Geoparque de Cataluña Central y el Geoparque de Granada en España, y el Geoparque Naturtejo de la Meseta Meridional, el Geoparque Arouca, y el Geoparque Terras de Cavaleiros en Portugal.

## Patrimonio paleontológico

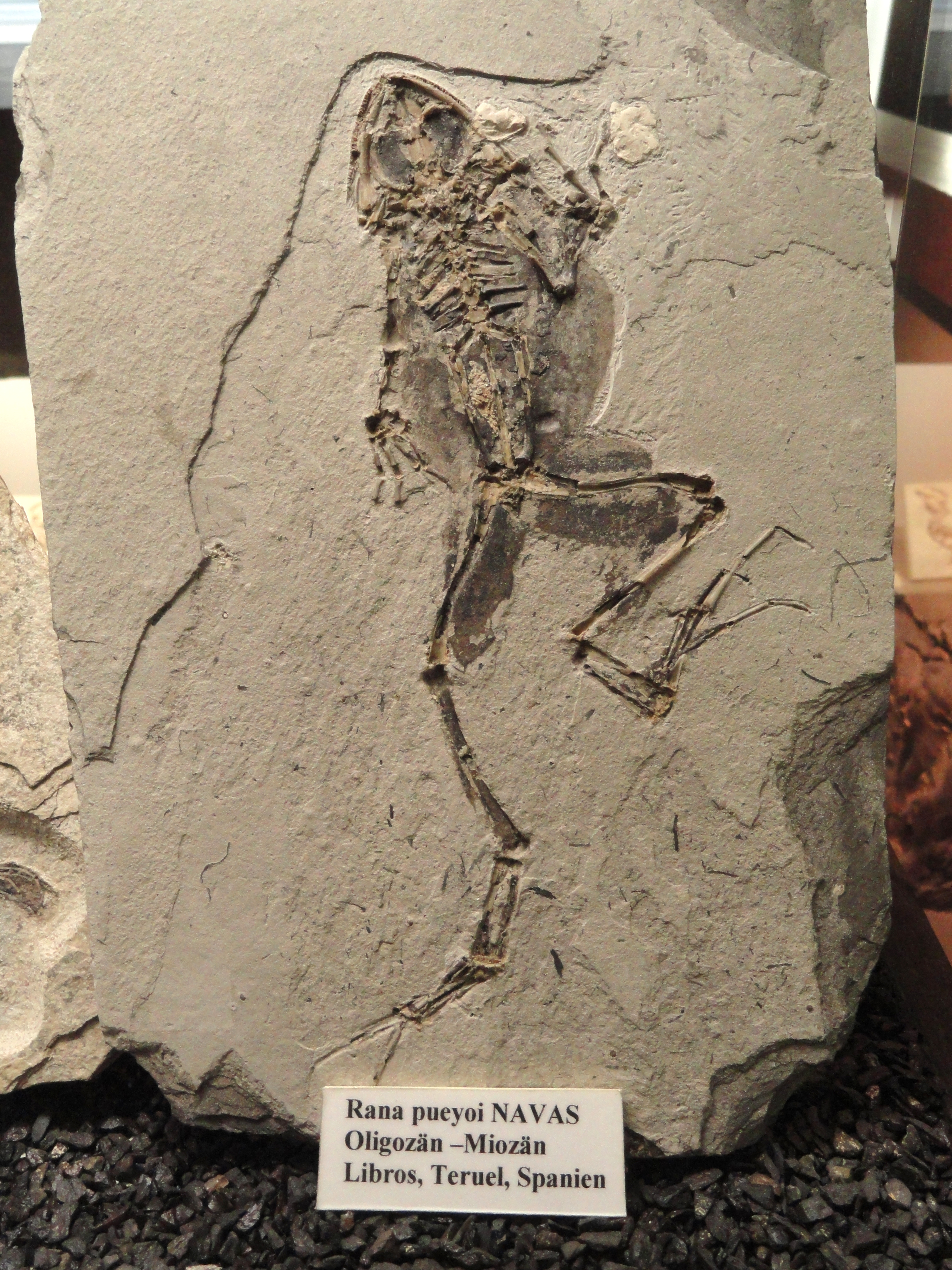
Rana pueyoi del clásico yacimiento del Mioceno de Libros (Teruel). Ejemplar del Museo Senckenberg.

El registro fósil forma parte del registro geológico de la península. Destaca por su diversidad y distribución temporal, abarcando todos los periodos del Fanerozoico, con numerosas sucesiones estratigráficas fosilíferas y yacimientos de interés, tanto paleontológico como para la bioestratigrafía y el estudio de la evolución tectónica, paleogeográfica y paleoclimatica de las cuencas sedimentarias.
En España destacan, entre muchos otros, las sucesiones del Cámbrico inferior del cerro de Las Ermitas (Córdoba) y del Cámbrico inferior y medio de Murero (Zaragoza), las del Cámbrico y Ordovícico de Cabañeros (Toledo y Ciudad Real), el túnel ordovícico del Fabar (Asturias), el Paleozoico del sinclinal del Valle (Solanas del Valle, Sevilla), el Silúrico de Salas de la Ribera (León), el arrecife y plataforma del Devónico de Arnao (Castrillón, Asturias), el bosque carbonífero de Verdeña (León), las facies ammonitico rosso del Bajociense-Berriasiense de la Subbética (Córdoba), las icnitas de dinosaurios de La Rioja, Soria, Teruel y Asturias, la Lagerstätte —depósito con fósiles excepcionalmente conservados— Barremiense de Las Hoyas (Cuenca), los yacimientos de ámbar de Asturias, Álava, Burgos, Cantabria y Teruel, las abundantes sucesiones estratigráficas con micromamíferos cenozoicos y los muy numerosos yacimientos de vertebrados del Plioceno y Pleistoceno (El Sidrón, El Castillo, Villacastín, Pinilla del Valle, Atapuerca, Torralba y Ambrona, Cueva Negra, Cueva Victoria, Áridos, Las Higueruelas, Fuente Nueva 3, Fonelas P-1, Venta Micena, Layna, etc.).
En Portugal, se deben mencionar los trilobites gigantes de Canelas (Arouca), el paleozoico del Geoparque Naturtejo, las icnitas de dinosaurios de Pego Longo (Carenque), y Vale de Meios (Santarém), los yacimientos de dinosaurios de Batalha, Lourinhã, Pombal o Torres Vedras y el yacimiento de dinosaurios y mamíferos mesozoicos de Guimarota (Leiría).

## Geología económica
En la península ibérica se han explotado y se explotan distintos yacimientos de minerales y rocas de interés económico.

### Yacimientos metalíferos
Los yacimientos metalíferos se caracterizan por la presencia de altas concentraciones de metales. En la península ibérica destacan Almadén, la faja pirítica, el distrito minero Linares-La Carolina, Las Médulas, Reocín y el distrito minero de La Unión.

#### Almadén

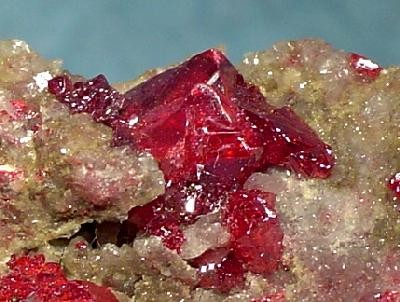
Cristal de cinabrio extraído en las minas de Almadén.

De la minas de Almadén, situadas en la provincia de Ciudad Real, se ha extraído un tercio del mercurio que se ha usado en todo el mundo, lo que las convierte en el mayor yacimiento de este metal. En el año 2012 fueron declaradas Patrimonio de la Humanidad por la Unesco. El yacimiento consta de siete depósitos: Almadén, El Entredicho, Las Cuevas, La Vieja Concepción, La Nueva Concepción, Guadalperal y El Nuevo Entredicho.
El complejo se sitúa en el sur de la Zona Centroibérica formando un sinclinal de cuarcitas depositadas entre el Ordovícico inferior y el Devónico superior, con el flanco sur casi vertical y el flanco norte buzando ligeramente. Posee una longitud de unos 25 km y una anchura máxima de 10 km. Cuerpos intrusivos de roca volcánica máfica afectan a la estructura en forma de láminas, diques y diatremas. También están presentes en la estructura capas de rocas volcanosedimentarias. El cinabrio del yacimiento del cual se extrae el mercurio aparece rellenando filones y sustituyendo a rocas volcánicas, o bien impregnando las cuarcitas.

#### Faja pirítica ibérica

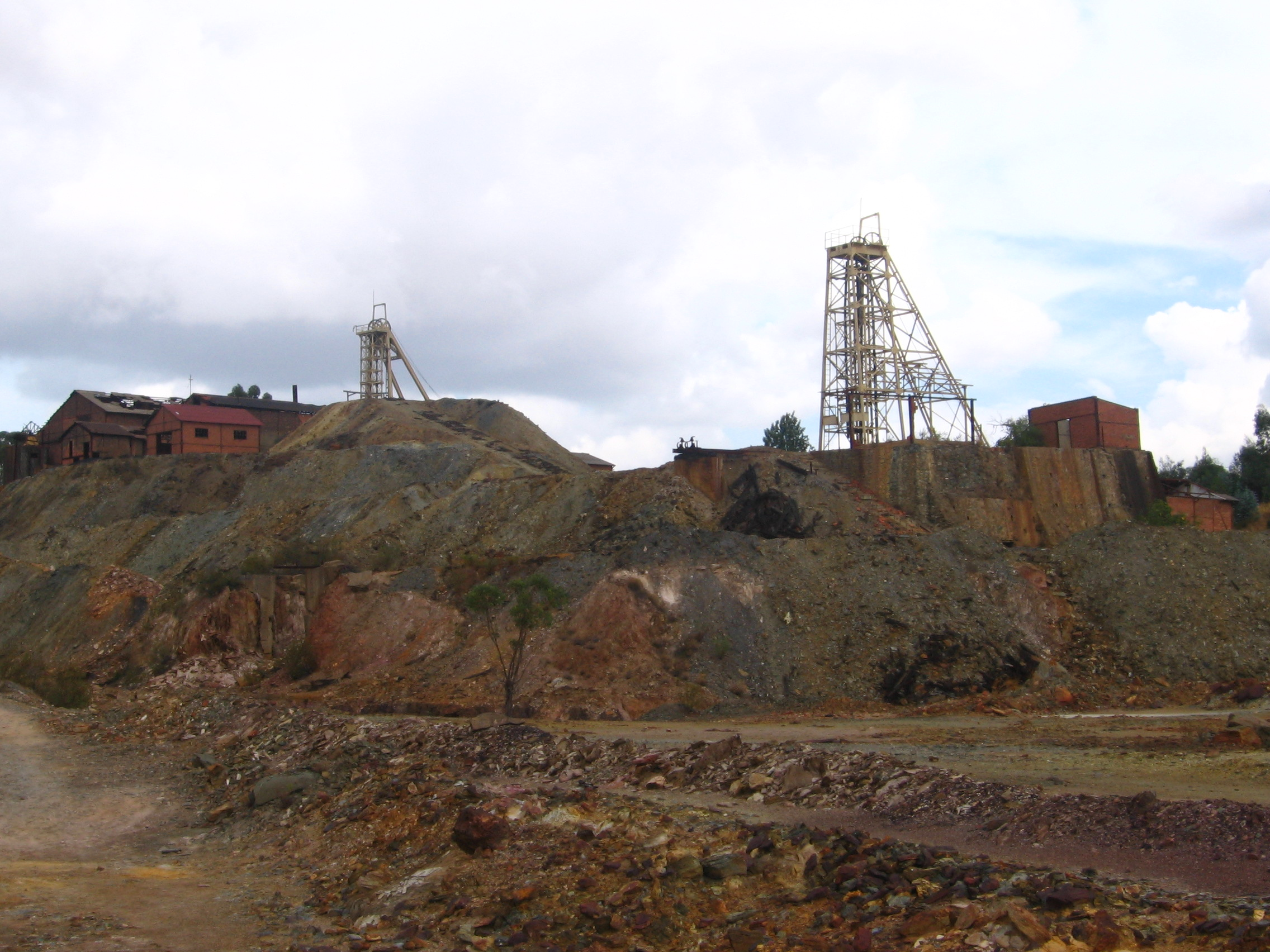
Mina de Lousal en Grándola, en el sector noroeste de la faja pirítica ibérica.

La faja pirítica ibérica forma parte de la Zona Sudportuguesa y puede considerarse como la región del mundo con una mayor concentración de sulfuros. Se sitúa entre Sevilla y Grándola, formando un arco con una longitud de unos 240 km y una anchura de 35. Los materiales más antiguos de la formación son pizarras y areniscas de edad Frasniense y Fameniense y reciben el nombre de Grupo PQ. Sobre ellos se encuentra el complejo volcano-sedimentario (Fameniense-Viseense), formado por pizarras, basaltos, riolitas y areniscas con clastos de origen volcánico. A techo se sitúa el Grupo Culm (Viseense-Pensilvánico), con pizarras, litoarenitas —areniscas con gran cantidad de fragmentos de roca— y conglomerado.
La paragénesis mineral la componen la pirita, la esfalerita, la galena y la calcopirita. A lo largo de la historia se han extraído oro, plata, cobre, cinc, manganeso, estaño, antimonio y titanio de aproximadamente 82 minas, entre las cuales cuatro se encontraban en explotación en el año 2012 (Aljustrel, Aguas Teñidas, Neves Corvo y Las Cruces), mientras que en otras se estaban finalizando estudios para su reapertura (Lomero-Poyatos, Río Tinto, Sotiel-Migollas, La Zarza, etc.).

#### Linares-La Carolina
El distrito minero Linares-La Carolina se ubica en la provincia de Jaén. De los filones de la zona se extraía gran cantidad de galena, lo que convirtió al distrito minero en el primer productor mundial de ese mineral a principios del siglo XX. Los filones se formaron durante un episodio distensivo en el final de la orogenia varisca sobre un basamento paleozoico formado por rocas metasedimentarias. El basamento a su vez está afectado por una aureola metamórfica debido a la intrusión de un plutón granítico. Otros minerales presentes en la zona son ankerita, barita, calcita, calcopirita, cuarzo, esfalerita y pirita.

#### Las Médulas

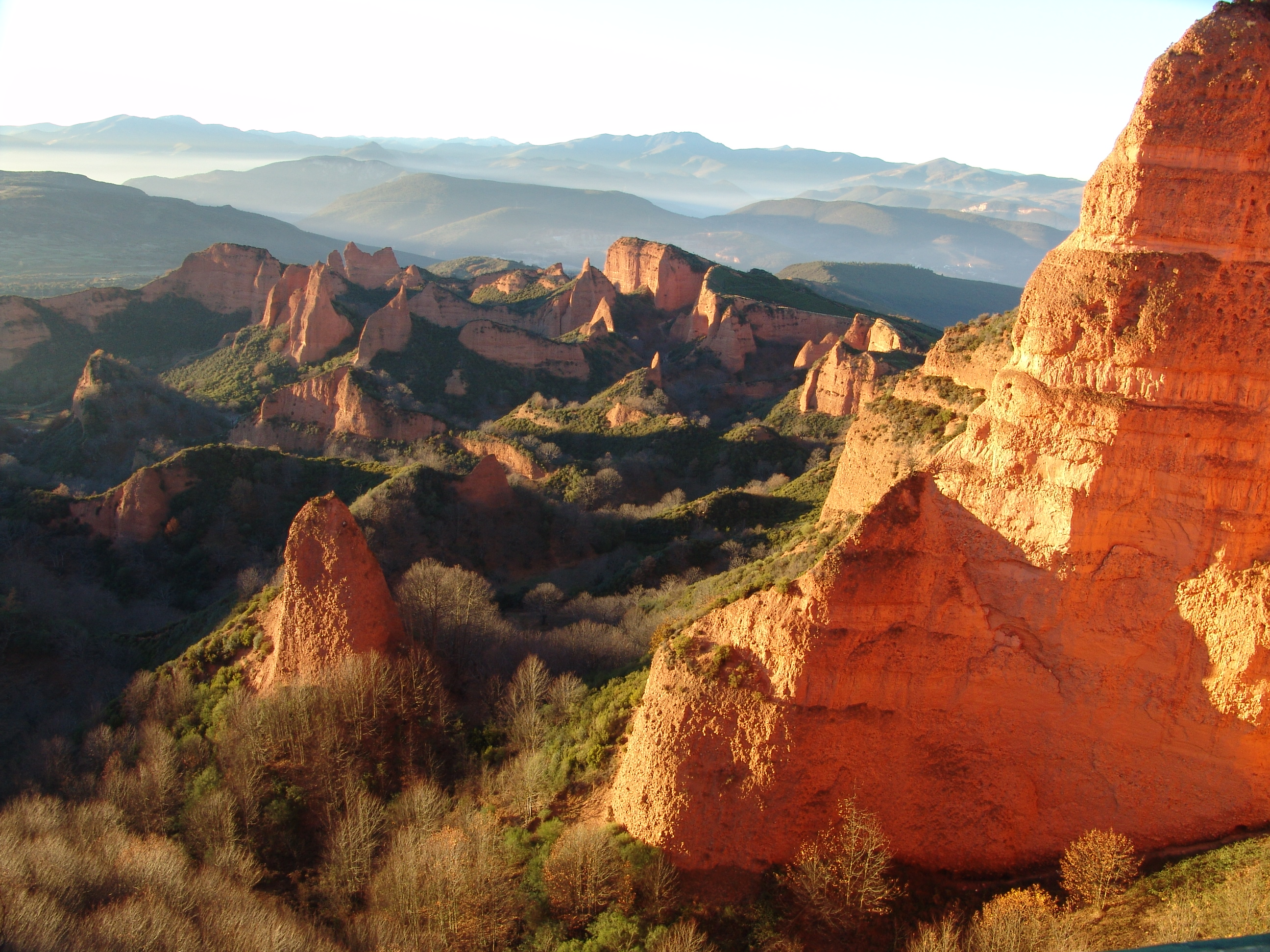
Paisaje de Las Médulas en El Bierzo, Provincia de León.

El paisaje de Las Médulas, situadas en El Bierzo, es el resultado de las labores realizadas por los romanos para la extracción de oro. Este metal se encontraría en depósitos de tipo placer (concentración de minerales tras sufrir meteorización, transporte y sedimentación), pero no está claro cuál es la roca madre. Pudieran ser las pizarras de Luarca o la cuarcita armoricana presentes en la cuenca de El Bierzo. Durante los casi doscientos años que fueron explotadas, se extrajeron desde 3000-5000 kg de oro, según algunos cálculos, hasta 5000-10 000 kg. Se estima el contenido en oro entre 10 y 20 mg/m³, concentración demasiado escasa para que sea rentable su explotación industrial.

#### Reocín
La mina de Reocín se sitúa en Cantabria, en el municipio de Reocín. Es un yacimiento estratiforme situado en el Sinclinal de Santillana del Mar, encajado entre dolomías del Aptiense superior. La mineralización tiene unas dimensiones de unos 3500×800  m² y una potencia que oscila entre 2 y 40 m y se obtiene blenda, galena, marcasita, smithsonita, cerusita, goethita, melanterita y epsomita.

#### Distrito minero de La Unión
El distrito minero de La Unión, situado en la Región de Murcia, ocupa una superficie de unos 10 000×5000  m² y es una de los yacimientos de España con una mayor concentración de minerales de plomo y cinc. Las mineralizaciones se encuentran asociadas a episodios de vulcanismo calcoalcalino acontecidos en el Mioceno superior. Además de plomo y cinc, en el distrito minero también se han extraído plata y hierro.

### Recursos energéticos

#### Carbón
En España el carbón se extrae en cuencas paleozoicas (antracita y hulla) y en cuencas cenozoicas (lignito). Dentro de las primeras destacan las situadas en Asturias, provincia de León y Sierra Morena, mientras que las explotaciones de lignito se localizan en Cataluña, Galicia, Zaragoza (cuenca carbonífera de Mequinenza) y Teruel. En Portugal no se explotan minas de carbón desde el año 1994, cuando cesó la extracción de antracita en la cuenca carbonífera del Duero, en el noroeste del país.

#### Hidrocarburos

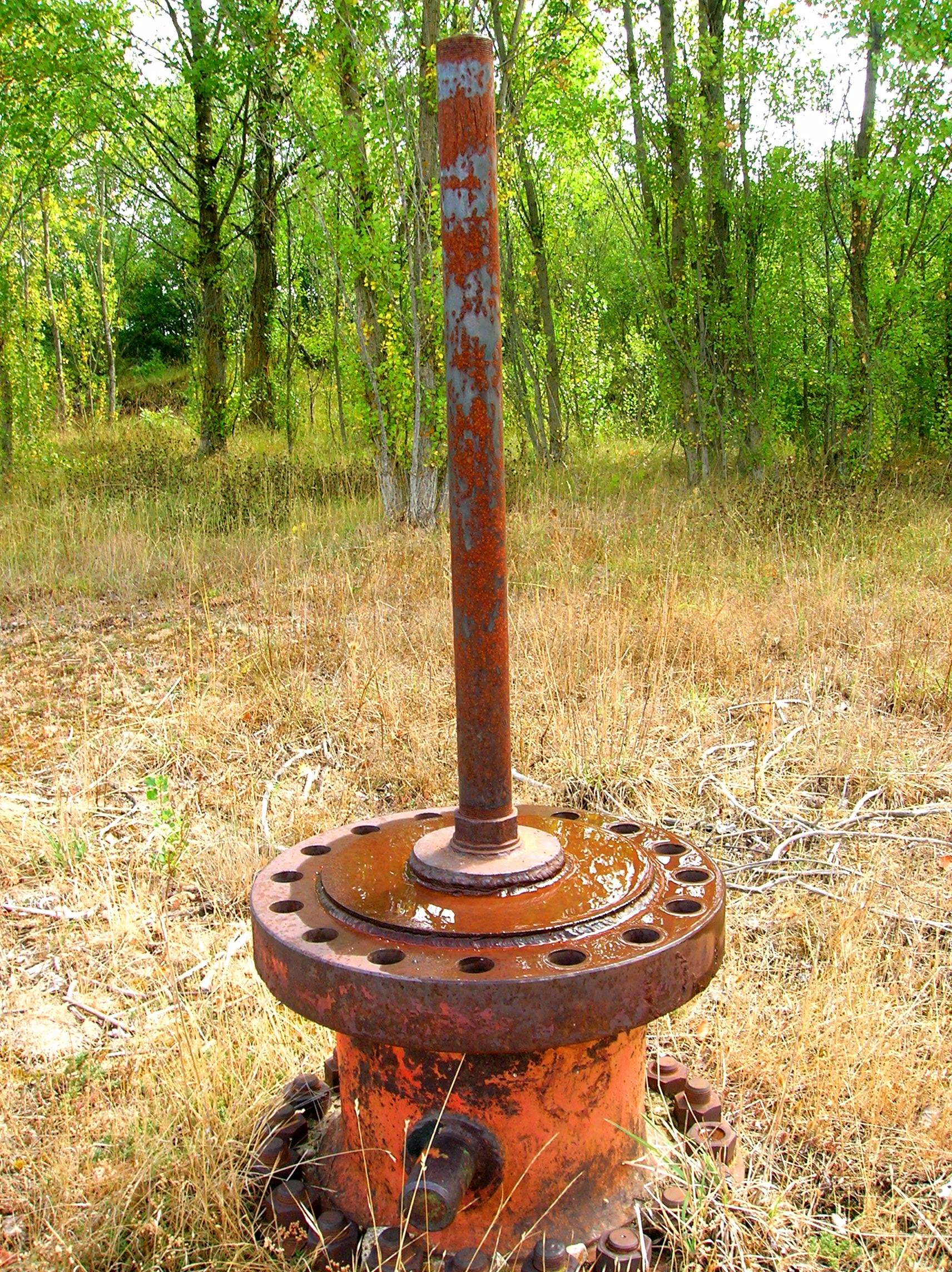
Boca cegada del pozo de petróleo «Tozo 1», en Prádanos del Tozo (Burgos).

En España existen yacimientos de petróleo y gas natural, cuyas producciones en el año 2009 fueron de 107 000 toneladas y 158 GWh respectivamente. Los yacimientos se sitúan en Álava, Ayoluengo, golfo de Cádiz, mar Cantábrico, valle del Guadalquivir, golfo de Valencia y mar Mediterráneo. En Portugal se están realizando prospecciones para localizar petróleo en Alentejo y Peniche.

### Rocas y minerales industriales y ornamentales
En la península ibérica existe una gran producción de rocas industriales. En el año 2010 España fue el mayor productor dentro de la Unión Europea de pizarra y yeso, mientras que Portugal fue uno de los principales productores de barita y talco. Se explotan gran cantidad de rocas ornamentales, como el granito (distritos de Évora, Faro, Guarda, Portalegre, Porto, Viana do Castelo, Vila Real, Viseu, y en Galicia, Extremadura, Comunidad de Madrid y Castilla y León), el mármol (distritos de Beja y Évora, Andalucía, Comunidad Valenciana y Región de Murcia), pizarras (Galicia y Castilla y León) y las rocas carbonáticas (distritos de Leiría, Lisboa y Faro, Castilla y León, País Vasco y Navarra).
También se explotan, entre otros minerales y rocas, atapulgita, bentonita, caolinita, feldespato, magnesita, mica, pumita, sal, áridos, sepiolita, glauberita y thenardita.

## Historia del estudio de la geología de la península ibérica

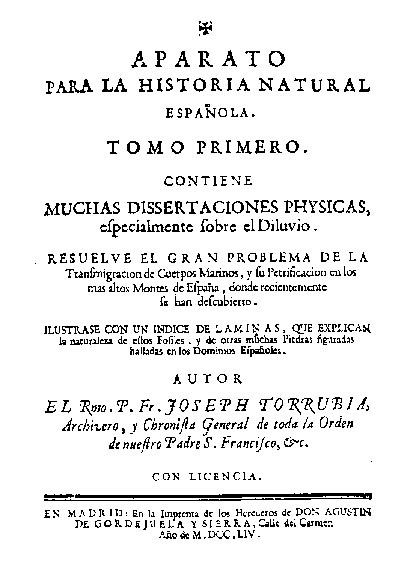
Portada de Aparato para la Historia Natural Española, escrito por José Torrubia en el año 1754.

Debido a distintos sucesos históricos, como la Guerra de la Independencia Española, el reinado absolutista de Fernando VII y las Guerras Carlistas, el estudio de la geología en España no empezó a despegar hasta mediados del siglo XIX. Aun así, anteriormente se publicaron trabajos y se crearon instituciones relevantes.

### Periodo anterior a 1849
El siglo XVII marcó los comienzos de la geología como una actividad científica, gradualmente alejada del enfoque descriptivista, influenciado por los clásicos y la iglesia, predominante en épocas pretéritas. En este siglo cabe mencionar a Alfonso Limón Montero, médico de profesión, que estudió el residuo seco de las aguas de ríos, fuentes y manantiales españoles y propuso un modelo de circulación de las aguas. En el siglo XVIII empezaron a publicarse tratados centrados en aspectos geológicos; en el año 1754 José Torrubia publicó Aparato para la Historia Natural Española, considerado como el primer tratado escrito en español defensor de la tesis diluvista, donde describió y dibujó fósiles de la península ibérica y de otros lugares del mundo. En el año 1771 Carlos III fundó el Real Gabinete de Historia Natural de Madrid y en el año 1775 Guillermo Bowles, con la ayuda de Nicolás de Azara, publicó Introducción a la Historia Natural y a la Geografía Física de España, obra donde recogió datos sobre yacimientos, rocas y minerales recopilados en sus viajes por la península. También Carlos III creó en 1777 la Academia de Minería y Geografía Subterránea de Almadén, que dirigió en primer lugar el ingeniero de minas alemán Enrique Cristóbal Störr. Entre los años 1797 y 1798 el alemán Cristiano Herrgen tradujo al español la obra de Johann Friedrich Wilhelm Widenmann, Orictognosia. Debido al prestigio que adquirió por la traducción, el rey Carlos IV le nombró editor de la revista Anales de Historia Natural, publicación que vio la luz en el año 1799.
Agustín Yáñez y Girona incorporó el término «geología» en su trabajo de 1819 Descripción origlognóstica y geológica de la montaña de Montjuich. Bajo el reinado de Fernando VII se promulgó la Ley de Minas de 1825, que regulaba la concesión de explotaciones mineras a empresas privadas. En 1834, Guillermo Schulz realizó la primera cartografía geológica que se realizó en España, un mapa a escala 1:400 000 dibujado en la zona de Galicia.

### Desde 1849 en adelante

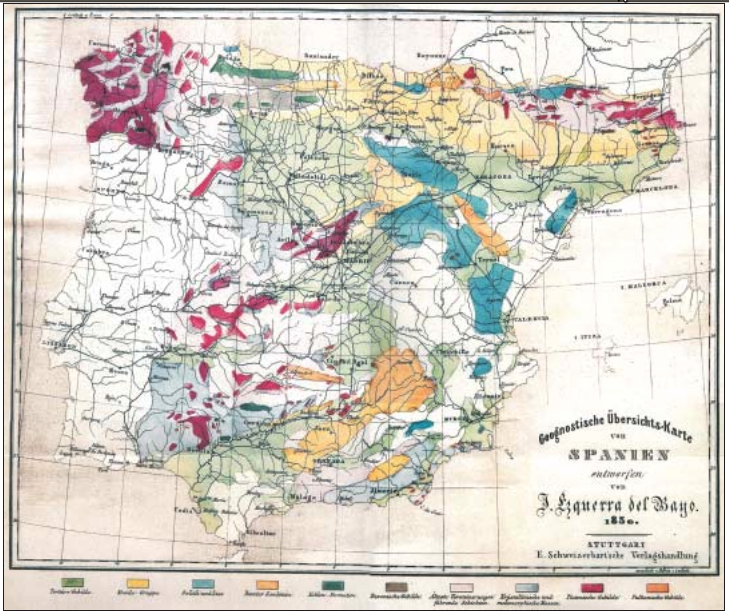
Primer mapa geológico de España publicado por Joaquín Ezquerra del Bayo en el año 1851.

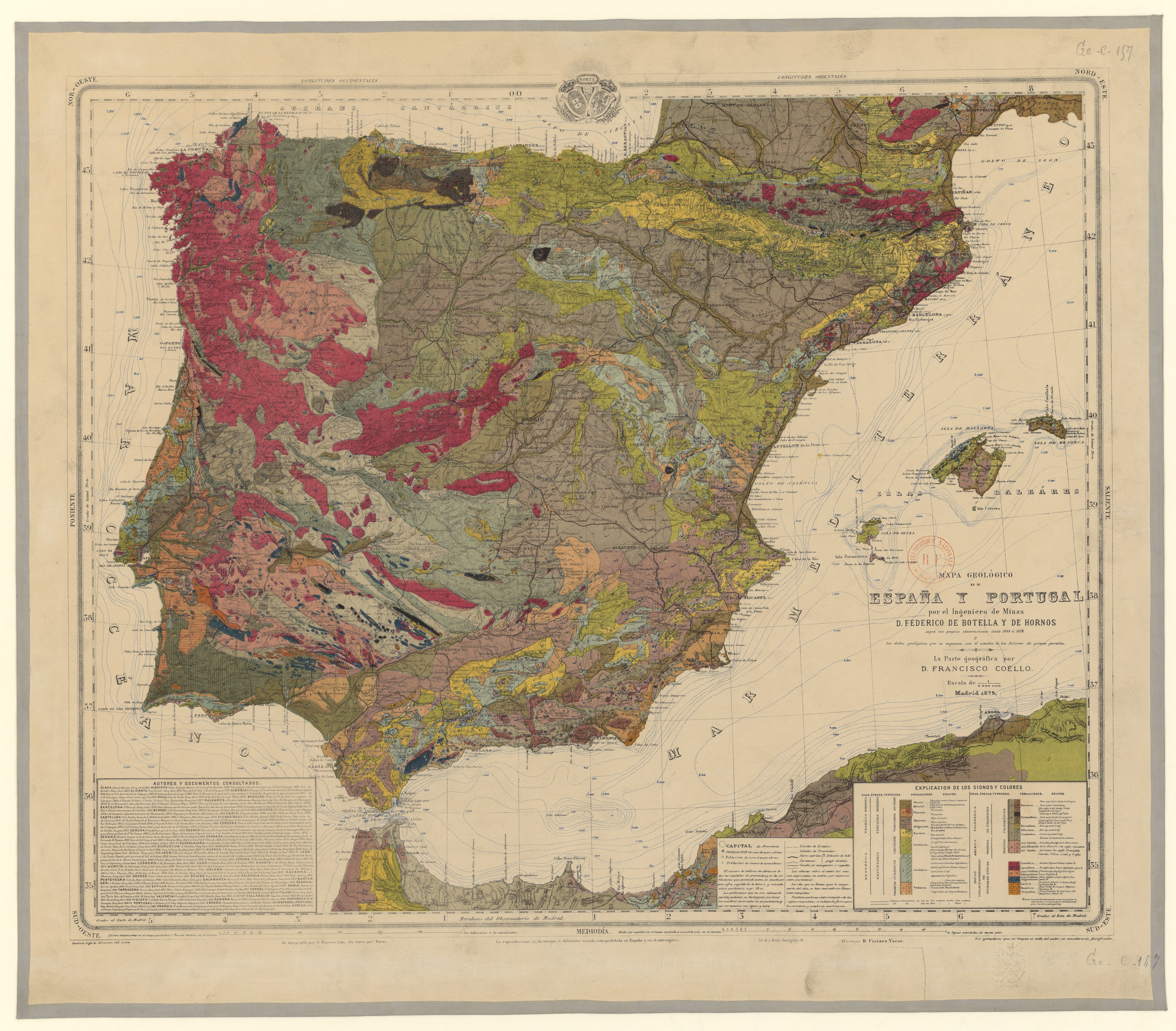
Mapa geológico de España y Portugal de Federico de Botella y de Hornos publicado en 1879.

En el año 1849 se creó la Comisión para la Carta Geológica de Madrid y General del Reino (actual Instituto Geológico y Minero de España), que un año más tarde se renombraría a Comisión del Mapa Geológico de España, y cuyo objetivo era la confección del mapa geológico del país. Empezaron a publicarse monografías provinciales para la consecución de ese fin. Destacó por su gran calidad el mapa geológico de Asturias dibujado por Guillermo Schulz. En el año 1851 Joaquín Ezquerra del Bayo presentó el primer mapa geológico de España y en el año 1852 Moritz Willkomm publicó el primero donde se representaba toda la península ibérica. La primera cartografía geomagnética de España se remonta a 1858, y fue realizada por el doctor Johann von Lamont de la Universidad Luis Maximiliano de Baviera.
La asignatura de «Geología y Paleontología» empezó a estudiarse en el año 1854, coincidiendo con la elección de Juan Vilanova y Piera para ocupar la cátedra de Geología y Paleontología en la Universidad de Madrid. Entre los años 1852 y 1857, Carlos Ribeiro realizó un mapa geológico a escala 1:480 000 de la región portuguesa comprendida entre los ríos Duero y Tajo y un trabajo geológico en el Alentejo.  En el año 1857 se creó en Portugal la Comissão Geológica do Reino, dirigida por Carlos Ribeiro y Pereira da Costa. Ribeiro, junto con Nery Delgado, publicó el primer mapa geológico de Portugal, escala 1:500 000, aunque este se reeditó y se actualizó en el año 1899 gracias a labor del geólogo suizo Paul Choffat.
En el año 1871 se funda en España la Real Sociedad Española de Historia Natural, cuyo primer presidente fue Miguel Colmeiro y Penido. La Comisión del Mapa Geológico de España se encontraba en una situación de franca decadencia hasta que en el año 1873 Manuel Fernández de Castro logró la promulgación de un decreto de refundación, con lo que se relanzaron las investigaciones en el área de la geología. El ingeniero, geofísico e inventor Eduardo Mier y Miura (1858-1917) dio un gran impulso al estudio de la sismología, la mareografía y el geomagnetismo peninsular e ideó nuevos instrumentos de medición.
Entre 1875 y 1891 Lucas Mallada y Pueyo publicó en el Boletín Geológico y Minero la recopilación de datos sobre fósiles hallados en España que conformarían la obra Sinopsis de las especies fósiles que se han encontrado en España. En 1892 publicó el Catálogo General de las especies Fósiles encontradas en España. Asimismo publicó la Explicación del mapa geológico de España, distribuida en siete volúmenes entre 1896 y 1911.
El IGN (por entonces Instituto Geográfico y Catastral realizó por vez primera el Mapa Magnético de España de 1924 compuesto por tres hojas con las curvas de isógonas, isóclinas e isodinámicas horizontales, siendo el mapa de isógonas transportado posteriormente a la fecha de 1939 y más tarde a la Carta Nacional de Declinaciones Magnéticas de 1942. En 1960 se publica otro mapa, y en 1975, y desde entonces se publica un Mapa geomagnético cada diez años y un Mapa de Declinaciones Magnéticas cada cinco. En 1926 se celebró en Madrid el XIV Congreso Geológico Internacional. La Guerra Civil Española y el periodo posterior supusieron un retroceso en el estudio de la geología en España. Con motivo de la Segunda Guerra Mundial, el gobierno francés contrató a Georges Zbyszewski para que recopilara información sobre yacimientos minerales en suelo portugués, especialmente los de wolframio. En años posteriores Zbyszewski publicó cerca de 300 trabajos sobre geología, entre los que destacan la publicación de cinco mapas geológicos a escala 1:50 000. En el año 1972 se creó en España el Plan MAGNA con la intención de elaborar los mapas geológicos del país a escala 1:50 000. Esta labor se estaba realizando en Portugal desde el año 1952. Entre los años 1986 y 1987 se realizó un perfil de sísmica de reflexión vertical de 250 km a través de los Pirineos dentro de un proyecto hispano-francés denominado ECORS-Pirineos. Para el año 2000 eran seis los perfiles sísmicos que se habían realizado en los Pirineos y que aportaron gran cantidad de información para conocer el espesor de la corteza y la estructura interna del orógeno.